# Pius XII
El papa Pius XII (nascut Eugenio Maria Giuseppe Giovanni Pacelli, pronunciació italiana: [euˈdʒɛːnjo maˈriːa dʒuˈzɛppe dʒoˈvanni paˈtʃɛlli]; 2 de març de 1876 - 9 d'octubre de 1958) va ser el cap de l'Església catòlica i el sobirà de l'Estat de la Ciutat del Vaticà fins a la seva mort el 3 de març a l'octubre de 1958. Abans de la seva elecció al papat, va exercir com a secretari del Departament d'Afers Eclesiàstics Extraordinaris, nunci papal a Alemanya i cardenal secretari d'estat, on va treballar per concloure tractats amb diverses nacions europees i llatinoamericanes. inclòs el tractat Reichskonkordat amb el Reich alemany. Segons les Profecies de Sant Malaquies seria conegut com a Pastor Angelicus ("Pastor Angèlic), que seria el títol d'un llargmetratge hagiogràfic rodat al Vaticà i protagonitzat pel papa durant la primavera de 1942.
Si bé el Vaticà va ser oficialment neutral durant la Segona Guerra Mundial, el Reichskonkordat i el seu lideratge de l'Església Catòlica durant la guerra segueixen sent objecte de controvèrsia, incloses les acusacions de silenci públic i inacció sobre el destí dels jueus. Pius va emprar la diplomàcia per ajudar les víctimes dels nazis durant la guerra i, en dirigir l'Església per proporcionar ajuda discreta als jueus i altres, va salvar milers de vides. Pius va mantenir vincles amb la resistència alemanya, i va compartir la intel·ligència amb els Aliats. La seva condemna pública més ferma del genocidi va ser considerada inadequada per les potències aliades, mentre que els nazis el van veure com un simpatitzant aliat que havia deshonrat la seva política de neutralitat del Vaticà.
Durant el seu papat, l'Església catòlica va emetre el Decret contra el comunisme, declarant que els catòlics que professen la doctrina comunista havien de ser excomunicats com a apostats de la fe cristiana. L'Església va experimentar una severa persecució i deportacions massives del clergat catòlic al bloc oriental. Malgrat tot, el mateix Stalin encara estava obert a coordinar-se amb Pius XII en la lluita contra la persecució de l'Església catòlica. Va invocar explícitament la infal·libilitat papal ex cathedra amb el dogma de l'Assumpció de Maria en la seva constitució apostòlica Munificentissimus Deus. Les seves quaranta-una encícliques inclouen Mystici Corporis Christi, sobre l'Església com a Cos místic de Jesucrist; Mediador Dei sobre la reforma de la litúrgia; i Humani generis, en què va instruir els teòlegs a adherir-se a l'ensenyament episcopal i va permetre que el cos humà podria haver evolucionat a partir de formes anteriors. Va eliminar la majoria italiana al Col·legi de Cardenals el 1946.
Després de morir el 1958, el papa Pius XII va ser succeït per Joan XXIII. En el procés cap a la santedat, la seva causa de canonització va ser oberta el 18 de novembre de 1965 per Pau VI durant la sessió final del Concili Vaticà II. Va ser nomenat Servent de Déu per Joan Pau II l'any 1990 i Benet XVI el va declarar Venerable el 19 de desembre de 2009.
Va ser un dels poquíssims papes que estigueren sempre al servei de l'administració de l'Església, amb escassíssima experiència pastoral.

## Primers anys

Eugenio Pacelli a l'edat de sis anys el 1882

Eugenio Maria Giuseppe Giovanni Pacelli va néixer el segon dia de Quaresma, 2 de març de 1876, a Roma en una família de classe alta d'una intensa pietat catòlica amb una història de vincles amb el papat (la "noblesa negra"). Els seus pares van ser Filippo Pacelli, príncep d'Acquapendente i de Sant'Angelo in Vado (1837–1916) i la "nobildonna" Virginia (nascuda Graziosi) Pacelli (1844–1920). El seu avi, Marcantonio Pacelli, havia estat Sots-secretari al Ministeri de Finances Papal i després Secretari de l'Interior durant el papat de Pius IX entre 1851 i 1870 (al qual va acompanyar a l'exili de Gaeta) des de 1851 fins a 1870) i ajudà a fundar el diari del Vaticà, "L'Osservatore Romano", el 1861. El seu cosí, Ernesto Pacelli, va ser un assessor financer clau del papa Lleó XIII; el seu pare, Filippo Pacelli, terciari franciscà, era el degà del Tribunal de la Rota Romana; i el seu germà, Francesco Pacelli, esdevingué canònic laic i assessor jurídic del papa Pius XI, en el qual negocià el Tractat del Laterà el 1929 amb Benito Mussolini, posant fi a la Qüestió Romana, i al qui més tard Pius XI nomenaria marquès.
Juntament amb el seu germà Francesco (1872–1935) i les seves dues germanes, Giuseppina (1874–1955) i Elisabetta (1880–1970), va créixer al barri de Parione, al centre de Roma. Poc després que la família s'hagués traslladat a la Via Vetrina el 1880, va començar l'escola al convent de les Germanes franceses de la Divina Providència a la Piazza Fiammetta. La família assistia als oficis a la Chiesa Nuova. Eugenio i els altres nens van fer la primera comunió en aquesta església i Eugenio hi va servir com a escolà des de 1886. També el 1886 va ser enviat a l'escola privada del professor Giuseppe de març dei, prop de la Piazza Venezia. El 1891 el pare de Pacelli va enviar Eugenio a l'Ennio Quirino Visconti Liceo Ginnasio, una escola pública amb tendències anticlericals i anticatòliques situada en el que havia estat el Collegio Romano, la primera universitat jesuïta de Roma. A l'edat de dotze anys va anunciar les seves intencions d'ingressar en un seminari en lloc de ser advocat.
L'any 1894, als 18 anys, Pacelli va començar els seus estudis de teologia al seminari més antic de Roma, l'Almo Collegio Capranica, i el novembre del mateix any, es va inscriure per fer un curs de filosofia a la Pontifícia Universitat Gregoriana Jesuïta i de teologia a l'Ateneu Pontifici Romà de Sant Apollinar. Durant l'estada a l""Apollinare" Vincenzo Vannutelli, cardenal de "S. Silvestro a Capite" i avesat diplomàtic, que era amic personal del seu pare, el va prendre sota la seva protecció i el va tutelar en els seus estudis.També es va inscriure a la Universitat Estatal, La Sapienza, on va estudiar llengües modernes i història. Al final del primer curs, però, l'estiu de 1895, va abandonar tant la Capranica com la Gregoriana. Segons la seva germana Elisabetta, el menjar del Capranica va ser el culpable., tot i que havia rebut una dispensa especial per a viure a casa seva a causa de problemes de salut; era hipocondríac i no suportava les mosques ni altres insectes, i quan ja era papa els jardiners del Vaticà havien de mantenir els camins lliures de qualsevol bestiola inoportuna. Després d'haver rebut una dispensa especial, va continuar els seus estudis des de casa i així va passar la major part dels seus anys de seminari com a estudiant extern. El 1899 es va doctorar en teologia i "in utroque iure" (dret civil i canònic) a partir d'una tesi i un examen oral de llatí.

## Carrera eclesiàstica

### Prevere i monsenyor

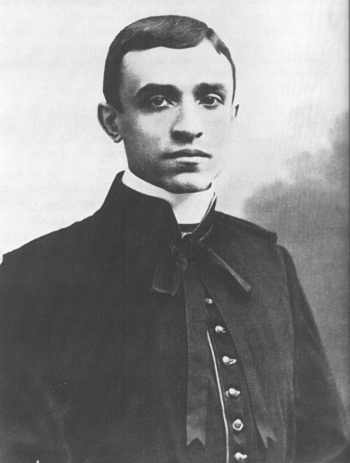
Pacelli el dia de la seva ordenació: 2 d'abril de 1899

Mentre que tots els altres candidats de la diòcesi de Roma van ser ordenats a la basílica de Sant Joan del Laterà, Pacelli va ser ordenat sacerdot el diumenge de Pasqua , 2 d'abril de 1899, sol a la capella privada d'un amic de la família, el vicegerent de Roma, Francesco di Paola Cassetta. Poc després de l'ordenació va començar els estudis de postgrau en dret canònic a Sant'Apollinaire. Va rebre la seva primera missió com a curat a Chiesa Nuova. El 1901, va entrar a la Congregació per a Afers Eclesiàstics Extraordinaris, una suboficina de la Secretaria d'Estat del Vaticà.
Pietro Gasparri, el recentment nomenat subsecretari del Departament d'Afers Extraordinaris, havia subratllat la seva proposta a Pacelli de treballar a "l'equivalent del Ministeri d'Afers Exteriors del Vaticà" destacant la "necessitat de defensar l'Església dels embats del laïcisme i el liberalisme a tot Europa". Pacelli esdevingué "apprendista", aprenent, al departament de Gasparri. El gener de 1901 també va ser escollit pel mateix Papa Lleó XIII, segons un relat oficial, per lliurar el condol en nom del Vaticà al rei Eduard VII del Regne Unit després de la mort de la reina Victòria.

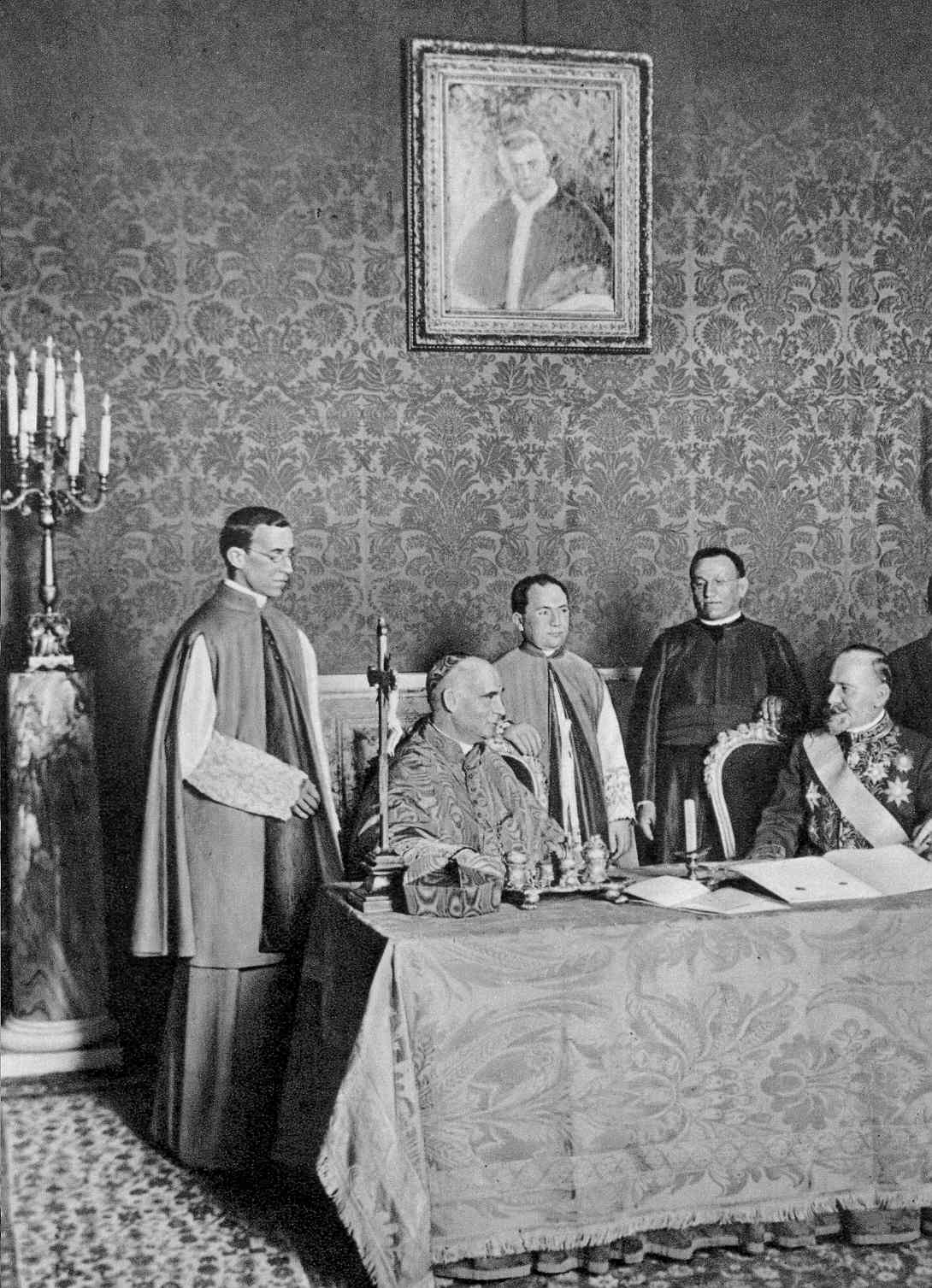
El Concordat Serbi, 24 de juny de 1914. Al Vaticà van ser presents el cardenal Merry del Val i al seu costat, Pacelli.

El 1904 Pacelli es va doctorar. El tema de la seva tesi era la naturalesa dels concordats i la funció del dret canònic quan un concordat cau en suspens. Ascendit al càrrec de minutante gràcies a la recomanació del cardenal Vannutelli, va elaborar uns reculls d'informes que s'havien enviat al Secretariat d'arreu del món i el mateix any esdevingué camarlenc papal. El 1905 va rebre el títol de prelat domèstic. Des de 1904 fins a 1916, va ajudar el cardenal Pietro Gasparri en la seva codificació del dret canònic amb el Departament d'Afers Eclesiàstics Extraordinaris. Segons John Cornwell  "el text, juntament amb el Jurament Antimodernista, es va convertir en el mitjà pel qual la Santa Seu havia d'establir i sostenir la nova, desigual i sense precedents relacions de poder que havia sorgit entre el papat i l'Església".
El 1908, Pacelli va servir com a representant del Vaticà al Congrés Eucarístic Internacional, acompanyant Rafael Merry del Val a Londres, on va conèixer Winston Churchill. El 1911, va representar la Santa Seu a la coronació de Jordi V i la reina Maria. El 1908 i el 1911, respectivament, Pacelli va rebutjar ser professor de dret canònic a la Universitat La Sapienza de Roma i a la Universitat Catòlica d'Amèrica.
Pacelli va esdevenir el Sots-Secretari d'Estat l'any 1911 i Secretari adjunt el 1912 (un càrrec que va rebre sota el papa Pius X i va mantenir sota el papa Benet XV), i secretari del Departament d'Afers Eclesiàstics Extraordinaris el febrer de 1914. El 24 de juny de 1914, només quatre dies abans que l'arxiduc Francesc Ferran d'Àustria fos assassinat a Sarajevo , Pacelli, juntament amb el cardenal Merry del Val, van representar el Vaticà quan es va signar el Concordat serbi. L'èxit de Sèrbia a la Primera Guerra dels Balcans contra Turquia el 1912 havia augmentat el nombre de catòlics a la Gran Sèrbia. En aquest moment Sèrbia, encoratjada per Rússia, desafiava l'esfera d'influència d'Àustria-Hongria als Balcans. Pius X va morir el 20 d'agost de 1914. El seu successor Benet XV va nomenar Gasparri com a secretari d'estat i Gasparri va portar Pacelli amb ell a la Secretaria d'Estat, fent-lo subsecretari. Durant la Primera Guerra Mundial, Pacelli va mantenir el registre de presoners de guerra del Vaticà i va treballar per implementar iniciatives de socors papals. El 1915, va viatjar a Viena per ajudar Raffaele Scapinelli, nunci a Viena, en les seves negociacions amb l'emperador Francesc Josep I d'Àustria sobre els territoris reclamats per Itàlia.
El 1917, tot just acabada la guerra, el papa Benet XV el consagrà personalment arquebisbe titular de Sardes i el nomenà nunci apostòlic al regne de Baviera i, quan aquest desaparegué el 1920, a la república de Weimar.

### Arquebisbe i nunci papal

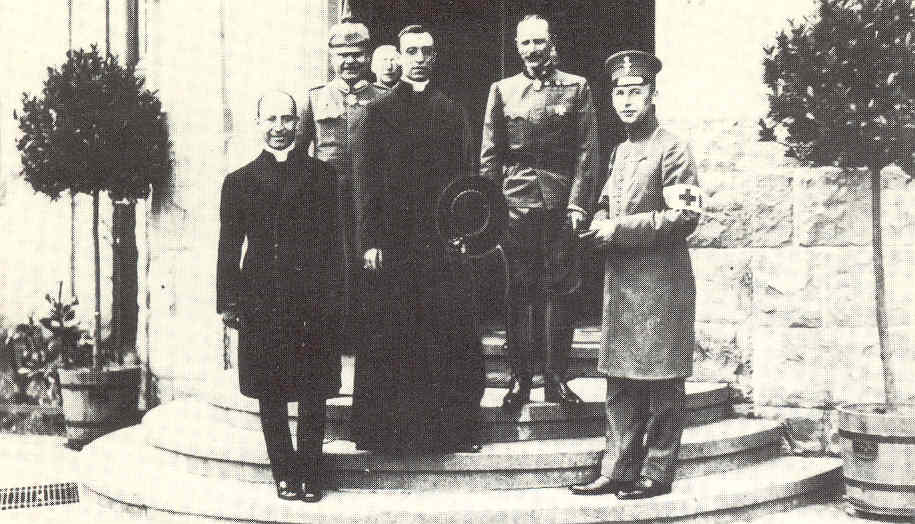
Pacelli amb l'emperador Guillem II d'Alemanya.

El papa Benet XV va nomenar a Pacelli nunci a Baviera el 23 d'abril de 1917, consagrant-lo com a arquebisbe titular de Sardes a la Capella Sixtina el 13 de maig de 1917, el mateix dia de la primera aparició de la Mare de Déu a Fàtima. Després de la seva consagració, Eugenio Pacelli va marxar a Baviera. Com que no hi havia nunci a Prússia o Alemanya en aquell moment, Pacelli era, a tots els efectes pràctics, el nunci de tot l'Imperi alemany.
Una vegada a Munic, transmeté la iniciativa papal de posar fi a la guerra a les autoritats alemanyes. Es va reunir amb el rei Lluís III el 29 de maig, i més tard amb el Kaiser Guillem II i el canceller Theobald von Bethmann Hollweg, els quals van respondre positivament a la iniciativa papal. No obstant això, Bethmann Hollweg es va veure obligat a dimitir i l'Alt Comandament alemany, amb l'esperança d'una victòria militar, va retardar la resposta alemanya fins al 20 de setembre.
La germana Pascalina Lehnert va recordar més tard que el nunci tenia el cor trencat perquè el kàiser feia "oïdes sordes a totes les seves propostes". Més tard va escriure: "Pensant avui en aquella època, quan els alemanys encara creiem que les nostres armes serien victorioses i el Nunci lamentava profundament que s'hagués perdut l'oportunitat de salvar el que hi havia per salvar, se'm va passar pel cap i Una vegada més, amb quina claredat va preveure el que havia de passar, una vegada, mentre traçava el curs del Rin amb el dit sobre un mapa, va dir tristament: "Sens dubte, això també es perdrà". però aquí també s'havia de demostrar la raó."
Durant la resta de la Gran Guerra, Pacelli es va concentrar en els esforços humanitaris de Benet especialment entre els presoners de guerra aliats sota custòdia alemanya. En l'agitació posterior a l'armistici, un Pacelli desconcertat va demanar el permís de Benet XV per abandonar Munic, on Kurt Eisner havia format l'Estat Lliure de Baviera, i va marxar un temps a Rorschach, i a un tranquil sanatori suís dirigit per monges. Schioppa, l'uditore, va quedar a Munic.
"La seva recuperació va començar amb una "relació" amb la germana Pascalina Lehnert, de 24 anys, aviat seria transferida a Munic quan Pacelli "estirava els fils al més alt nivell"".
Quan va tornar a Munic, després de l'assassinat d'Eisner pel comte nacionalista bavarès Anton von Arco auf Valley, va informar Gasparri, utilitzant el testimoni ocular de Schioppa, de l'escena caòtica de l'antic palau reial com el trio Max Levien, Eugen Levine i Tobias Akselrod buscaven el poder: "l'escena era indescriptible [-] la confusió totalment caòtica [-] enmig de tot això, una colla de dones joves, d'aspecte dubtós, jueus com la resta rondant [-] el cap de aquesta gentada era l'amant de Levien, una jove russa, jueva i divorciada [-] i va ser a ella a qui la nunciatura estava obligada a retre homenatge per poder procedir [-] Levien és un jove, també rus i un Jueu pàl·lid, brut, d'ulls drogats, vulgar, repulsiu..." John Cornwell al·lega que una impressió preocupant d'antisemitisme es percep en el "catàleg d'epítets que descriuen la seva repulsivitat física i moral" i el "arpa constant de Pacelli". El jueu d'aquest partit d'usurpadors del poder" va coincidir amb "la creença creixent i generalitzada entre els alemanys que els jueus eren els instigadors de la revolució bolxevic, el seu principal objectiu era la destrucció de la civilització cristiana". També segons Cornwell, Pacelli va informar a Gasparri que "la capital de Baviera, està patint una dura tirania revolucionària jueu-russa".

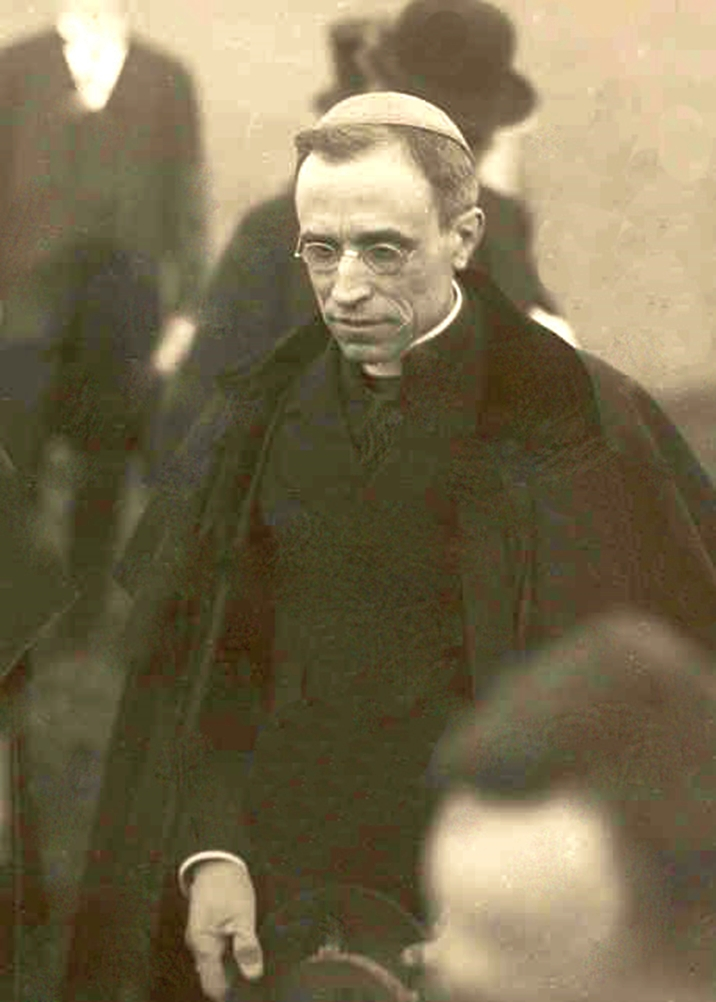
Pacelli a Baviera, 1922

Segons sor Pascalina Lehnert, el nunci va ser amenaçat repetidament per emissaris de la República Soviètica de Baviera. Una vegada, en violació del dret internacional, el govern revolucionari de Baviera va intentar confiscar el cotxe de la nunciatura a punta de pistola. Malgrat les seves demandes, però, Pacelli es va negar a deixar el seu càrrec.
Després que la República Soviètica de Baviera fos derrotada i enderrocada per les tropes del Freikorps i del Reichswehr, el Nunci es va centrar, segons Lehnert, a "alleujar l'angoixa de la postguerra, consolar, donar suport a tots amb paraules i fets".

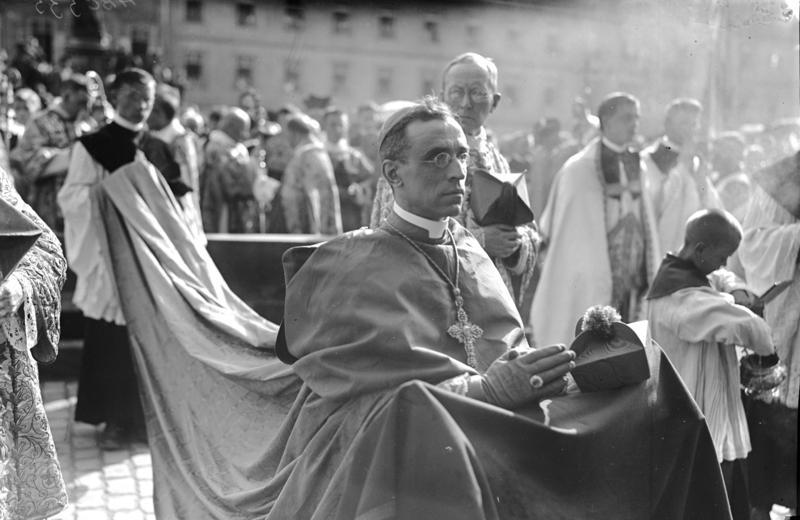
El nunci Pacelli el juliol de 1924 en el 900è aniversari de la ciutat de Bamberg

Pacelli va ser nomenat nunci apostòlic a Alemanya el 23 de juny de 1920 i, després de la finalització d'un Concordat de Baviera (1924), la seva nunciatura es va traslladar a Berlín l'agost de 1925. Molts dels membres del personal de Munic de Pacelli es van quedar amb ell la resta de la seva vida, inclòs el seu assessor Robert Leiber i la germana Pascalina Lehnert, mestressa de casa, cuinera, amiga i assessora durant 41 anys. A Berlín, Pacelli va ser degà del Cos Diplomàtic i actiu en diverses activitats diplomàtiques i socials. Va ser ajudat pel sacerdot alemany Ludwig Kaas , conegut per la seva experiència en les relacions Església-estat i va ser un polític a temps complet, políticament actiu al catòlic Partit del Centre, partit que va dirigir després de la dimissió de Wilhelm Marx l'octubre de 1928. Mentre estava a Alemanya, va viatjar per totes les regions, va assistir als Katholikentag (aplecs nacionals de fidels) i va pronunciar uns 50 sermons i discursos al poble alemany. A Berlín va viure al barri de Tiergarten i va organitzar festes per a l'elit oficial i diplomàtica. Paul von Hindenburg, Gustav Stresemann i altres membres del gabinet eren convidats habituals.

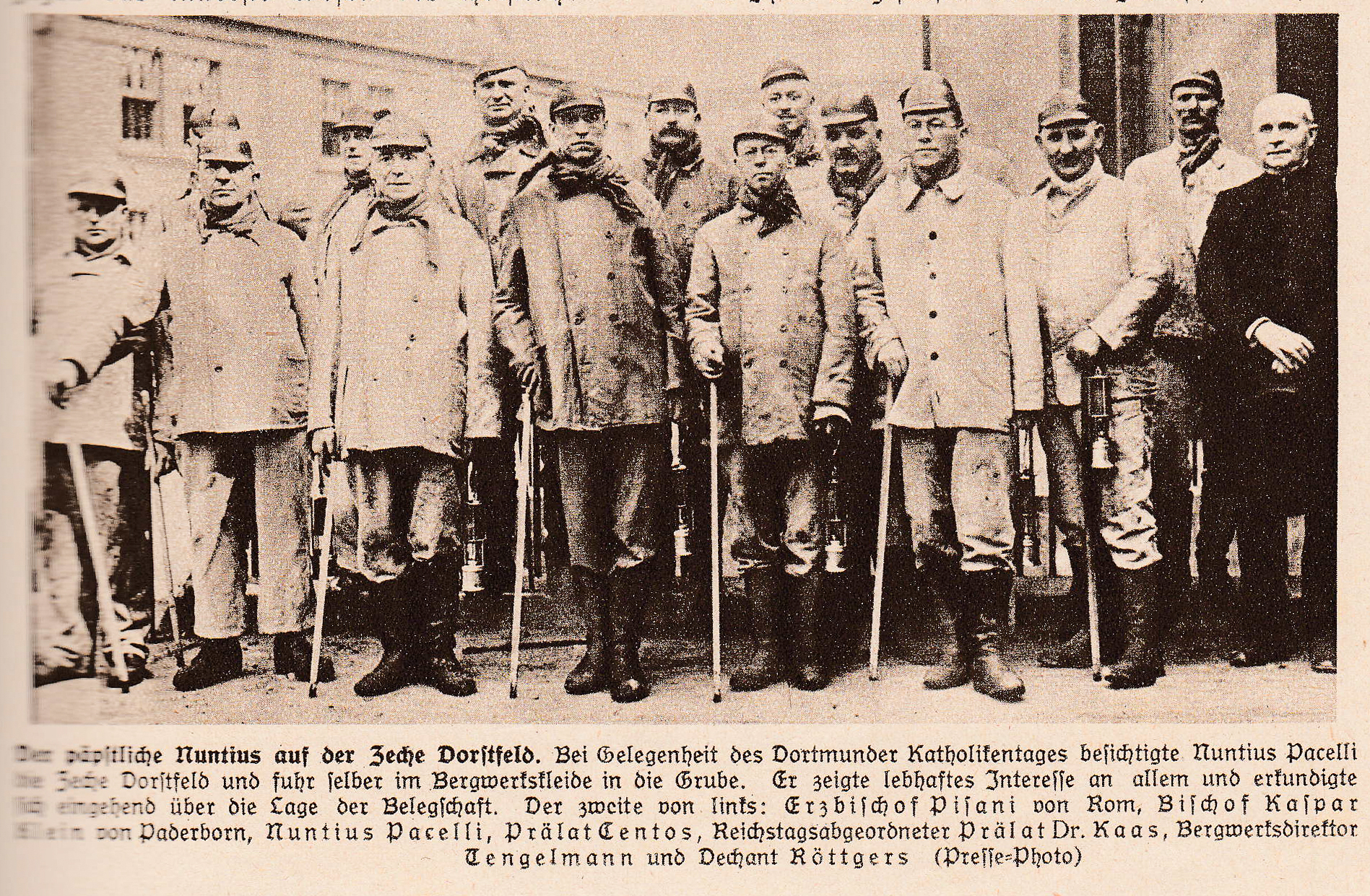
El nunci Pacelli visita la mina de carbó de Dorstfeld amb motiu del Katholikentag a Dortmund el 1927 Alemanya

A l'Alemanya de la postguerra, en absència d'un nunci a Moscou, Pacelli va treballar també en els acords diplomàtics entre el Vaticà i la Unió Soviètica. Va negociar enviaments d'aliments per a Rússia, on l'Església Catòlica estava sent perseguida. Es va reunir amb representants soviètics, entre els quals el ministre d'Afers Exteriors Gueorgui Txitxerin, que rebutjava qualsevol tipus d'educació religiosa, l'ordenació de sacerdots i bisbes, però oferia acords sense els punts vitals per al Vaticà.

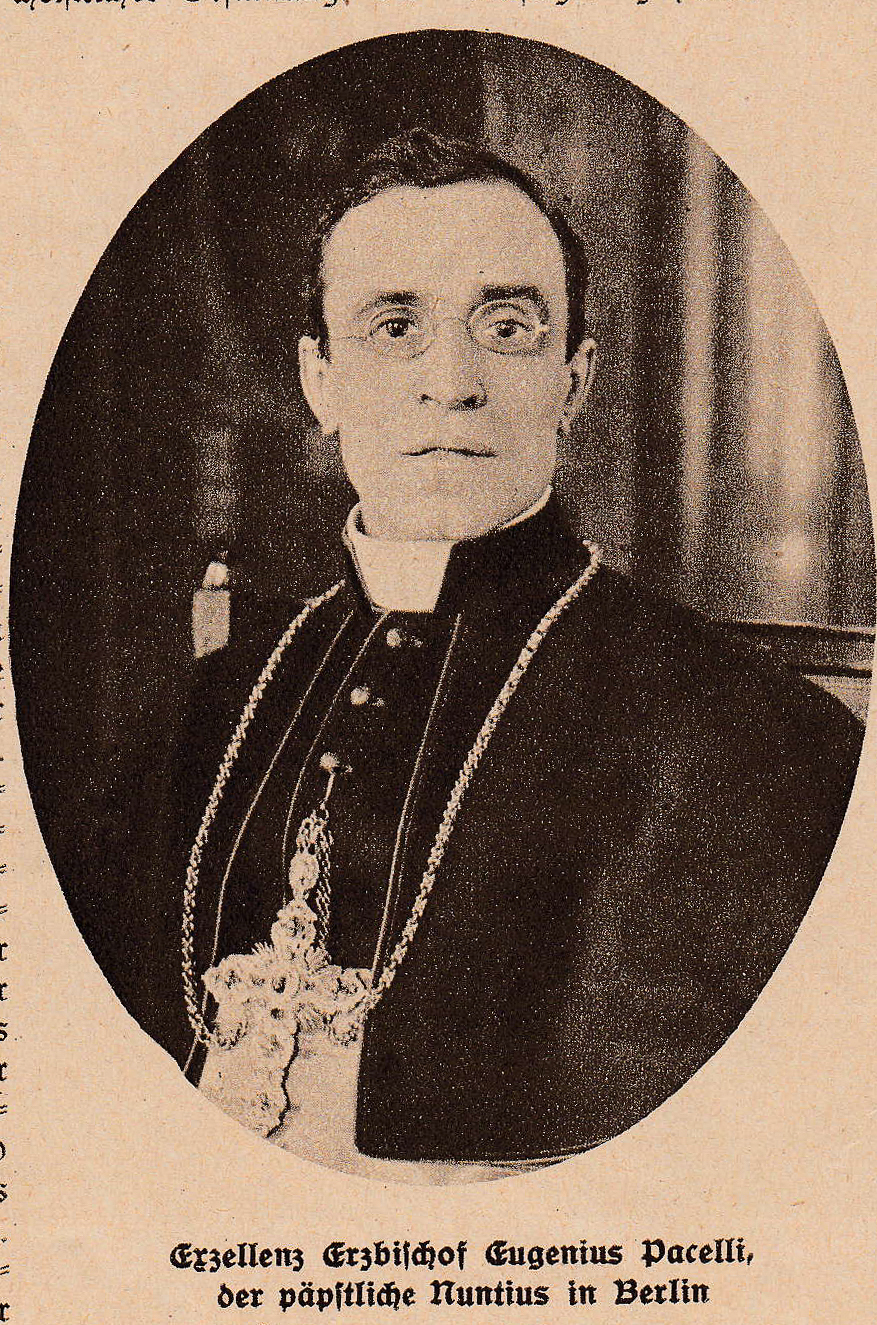
Eugenio Pacelli el 1927

Malgrat el pessimisme del Vaticà i la manca de progrés visibles, Pacelli va continuar les negociacions secretes, fins que Pius XI va ordenar que s'interrompessin el 1927. Pacelli va donar suport a l'activitat diplomàtica alemanya destinada al rebuig de les mesures punitives dels antics enemics vencedors. Va bloquejar els intents francesos de separació eclesiàstica de la regió del Sarre, va donar suport al nomenament d'un administrador papal per a Danzig i va ajudar a la reintegració dels sacerdots alemanys expulsats de Polònia. El 14 de juny de 1929 es va signar un concordat prussià. Després del crac de Wall Street de 1929, van aparèixer els inicis d'una crisi econòmica mundial i els dies de la República de Weimar estaven comptats. Pacelli va ser convocat de tornada a Roma en aquest moment: la trucada va arribar per telegrama quan descansava al seu refugi favorit, el sanatori del convent de Rorschach. Va sortir de Berlín el 10 de desembre de 1929. David G. Dalin va escriure "dels quaranta-quatre discursos que Pacelli va pronunciar a Alemanya com a nunci papal entre 1917 i 1929, quaranta van denunciar algun aspecte de la ideologia nazi emergent". El 1935 va escriure una carta a Karl Joseph Schulte, l'arquebisbe de Colònia, descrivint els nazis com "falsos profetes amb l'orgull de Llucifer" i com a "portadors d'una nova fe i d'un nou Evangeli" que intentaven crear "un antimoni mentider entre la fidelitat a l'Església i la Pàtria". Dos anys més tard a Notre Dame de Paris va anomenar Alemanya com "aquella nació noble i poderosa que els mals pastors desviarien a una ideologia de raça".

### Cardenal Secretari d'Estat i Camarlenc

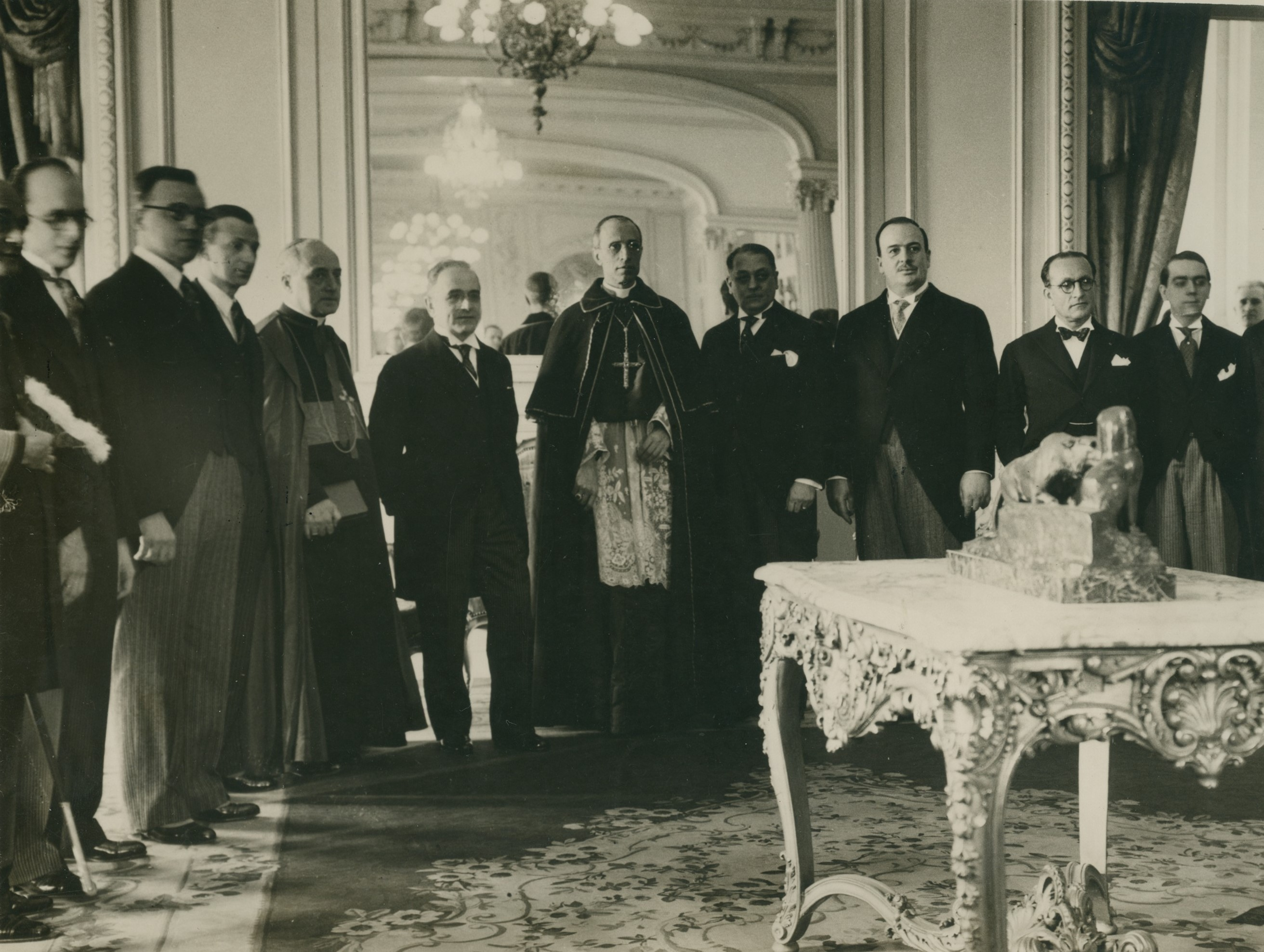
El secretari d'estat Pacelli amb el president brasiler Getúlio Vargas (a l'espatlla dreta de Pacelli) i altres dignataris a Rio de Janeiro, 1934

El 16 de desembre de 1929 el papa Pius XI el nomenà cardenal amb el títol de cardenal prevere de Santi Giovanni e Paolo al Celilo i, en pocs mesos, el 7 de febrer de 1930, Pius XI el va nomenar cardenal secretari d'estat, responsable de la política exterior i les relacions estatals arreu del món. Van pesar els anys de servei al dicasteri regit per aquest cardenal, la seva experiència en política internacional i el fet que parlés fluidament sis idiomes, però a més Pacelli era sens dubte el millor expert en política alemanya i era Alemanya el país que marcava el ritme de l'època. Pacelli va acumular a la Secretaria d'Estat (a la qual no va renunciar ni tan sols essent papa) els càrrecs d'arxiprest de la Patriarcal Basílica Vaticana (1930), de gran canceller del Pontifici Institut d'Arqueologia Cristiana (1932) i de cardenal camarlenc de la Santa Església Romana (1935).
Com a cardenal secretari d'estat, Pacelli va signar concordats amb diversos països i estats. Immediatament després de convertir-se en cardenal secretari d'estat, Pacelli i Ludwig Kaas van iniciar les negociacions sobre un concordat de Baden que va continuar fins a la primavera i l'estiu de 1932. El mandat papal va nomenar un partidari de Pacelli i la seva política de concordats, Conrad Gröber, el nou arquebisbe de Friburg i el tractat es va signar l'agost de 1932. En van seguir altres: Àustria (1933), Alemanya (1933), Iugoslàvia (1935) i Portugal (1940). Els tractats del Laterà amb Itàlia (1929) es van concloure abans que Pacelli es convertís en secretari d'Estat. El catolicisme s'havia convertit en l'única religió reconeguda; el poderós Partit Popular Catòlic democràtic, semblant en molts aspectes al Partit del Centre a Alemanya, havia estat dissolt, i en lloc del catolicisme polític la Santa Seu va encoratjar l'Acció Catòlica. Només es va permetre mentre desenvolupés "la seva activitat fora de tots els partits polítics i en dependència directa de la jerarquia de l'Església per a la difusió i implementació dels principis catòlics". Aquests concordats permetien a l'Església catòlica organitzar grups de joves, fer cites eclesiàstiques, dirigir escoles, hospitals i organitzacions benèfiques, o fins i tot fer oficis religiosos. També asseguraven que el dret canònic seria reconegut dins d'alguns àmbits (per exemple, els decrets de nul·litat de l'Església en l'àmbit del matrimoni).
Quan començava la dècada, Pacelli volia que el Partit del Centre a Alemanya s'allunyés dels socialistes. A l'estiu de 1931 es va enfrontar amb el canceller catòlic Heinrich Brüning, qui va dir francament a Pacelli que creia que "havia entès mal la situació política a Alemanya i el caràcter real dels nazis". Després de la dimissió de Brüning el maig de 1932, Pacelli, com el nou canceller catòlic Franz von Papen, es va preguntar si el Partit del Centre hauria de buscar una coalició amb la dreta, "que correspongués als seus principis". Va fer moltes visites diplomàtiques per Europa i Amèrica, inclosa una extensa visita als Estats Units el 1936 on va conèixer el president Franklin D. Roosevelt, que va nomenar un enviat personal —que no necessitava confirmació del Senat— a la Santa Seu. el desembre de 1939, restabliment d'una tradició diplomàtica que s'havia trencat des de 1870 quan el Papa va perdre el poder temporal

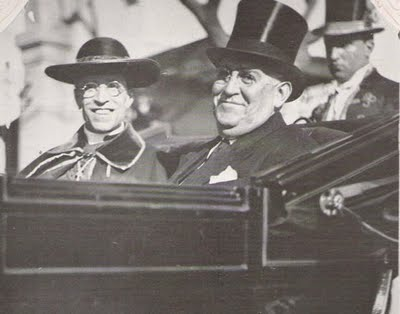
Un Pacelli somrient amb el president argentí Agustín P. Justo

Pacelli va presidir com a Llegat Papal el Congrés Eucarístic Internacional a Buenos Aires del 10 al 14 d'octubre de 1934, i a Budapest del 25 al 30 de maig de 1938. En aquest moment, les lleis antisemites estaven en procés de formulació a Hongria. Pacelli va fer referència als jueus "els llavis dels quals maleeixen [Crist] i el cor dels quals el rebutja encara avui".Aquesta tradicional relació d'enfrontament amb el judaisme s'invertiria a Nostra aetate publicada durant el Concili Vaticà II. Segons Joseph Bottum, Pacelli el 1937 "va advertir a AW Klieforth, que Hitler era "un canalla poc fiable i una persona fonamentalment dolenta", per citar a Klieforth, que també va escriure que Pacelli "no creia que Hitler era capaç de moderació, i... Va donar suport plenament als bisbes alemanys en la seva posició anti-nazi. Això lliga amb la descoberta de l'informe anti-nazi de Pacelli, escrit l'any següent pel President Roosevelt i lliurat a l'ambaixador Joseph Kennedy, que declarà que pensar que l'Església cercava arribar a un compromís amb el Tercer Reich estava fora de lloc.
L'historiador Walter Bussmann va argumentar que Pacelli, com a cardenal secretari d'Estat, va dissuadir el papa Pius XI –que en aquell moment estava a punt de morir—de condemnar la Kristallnacht el novembre de 1938,quan el nunci papal a Berlín el va informar.
L'esborrany de l'encíclica Humani generis unitas ("Sobre la unitat de la raça humana") estava a punt el setembre de 1938, però, segons els responsables d'una edició del document  i altres fonts, no va ser remès a la Santa Seu per el general jesuïta  Włodzimierz Ledóchowski. El projecte d'encíclica contenia una condemna oberta i clara del colonialisme, la persecució racial i l'antisemitisme. Els historiadors Passelecq i Suchecky han argumentat que Pacelli es va assabentar de l'existència del projecte només després de la mort de Pius XI i no el va promulgar com a Papa. En va utilitzar algunes parts en la seva encíclica inaugural Summi Pontificatus, que va titular "Sobre la unitat de la societat humana". Les seves diverses posicions sobre qüestions d'església i polítiques durant el seu mandat com a cardenal secretari d'Estat van ser fetes públiques per la Santa Seu el 1939. Entre els 50 discursos més destacables és la seva revisió dels temes Església-Estat a Budapest el 1938.
Un any abans de la seva elecció papal, el 26 de gener de 1938, el cardenal secretari d'Estat va oficiar el bateig de l'infant Joan Carles (rei d'Espanya de 1975 a 2014), en una cerimònia celebrada al Palazzo Malta de Roma.

### "Reichskonkordat" i "Mit brennender Sorge"

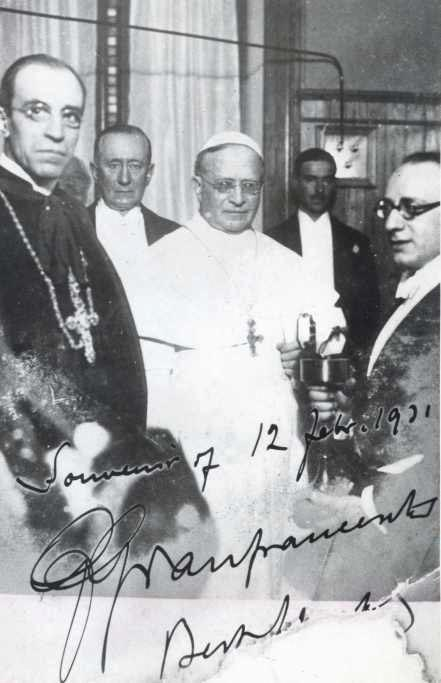
Pius XI (centre) amb el cardenal Pacelli (davant esquerra), el pioner de la transmissió de ràdio Guglielmo Marconi (darrera esquerra) i altres a la inauguració de la Ràdio Vaticana el 12 de febrer de 1931

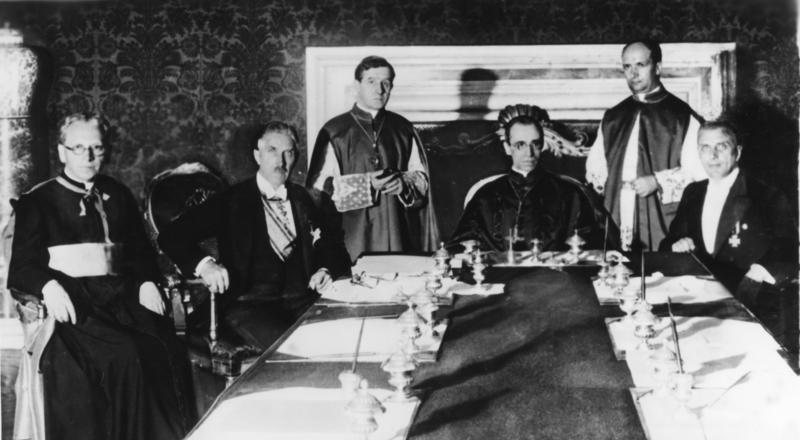
Pacelli (assegut, al centre) a la signatura del "Reichskonkordat" el 20 de juliol de 1933 a Roma amb (d'esquerra a dreta) : el prelat alemany Ludwig Kaas, el vicecanciller alemany Franz von Papen, el secretari d'Afers Eclesiàstics Extraordinaris Giuseppe Pizzardo, Alfredo Ottaviani, i el ministre del Reich, Rudolf Buttmann.

El "Reichskonkordat" va ser una part integral dels quatre concordats que Pacelli va concloure en nom del Vaticà amb els Estats alemanys. Els concordats estatals eren necessaris perquè la constitució federalista alemanya de Weimar donava als estats alemanys autoritat en l'àmbit de l'educació i la cultura i, per tant, disminuïa l'autoritat de les esglésies en aquestes àrees; aquesta disminució de l'autoritat de l'Església era una preocupació principal del Vaticà. Com a nunci bavarès, Pacelli va negociar amb èxit amb les autoritats bavareses el 1924. Esperava que el concordat amb la Baviera catòlica fos el model per a la resta d'Alemanya Prússia va mostrar interès en les negociacions només després del concordat de Baviera. Tanmateix, Pacelli va obtenir condicions menys favorables per a l'Església al Concordat prussià de 1929, que excloïa les qüestions educatives. Pacelli va completar un concordat amb l'estat alemany de Baden el 1932, després d'haver-se traslladat a Roma. Allà també va negociar un concordat amb Àustria el 1933. En el període de deu anys 1922–1932 s'havien celebrat un total de 16 concordats i tractats amb estats europeus1932.
El "Reichskonkordat", signat el 20 de juliol de 1933 entre Alemanya i la Santa Seu, tot i que per tant formava part d'una política global del Vaticà, va ser controvertit des dels seus inicis. Continua sent el més important dels concordats de Pacelli. Es debat, no pel seu contingut, que encara avui és vigent, sinó pel seu moment. Un concordat nacional amb Alemanya era un dels principals objectius de Pacelli com a secretari d'estat, perquè havia esperat enfortir la posició legal de l'Església. Pacelli, que coneixia bé les condicions alemanyes, va destacar especialment la protecció de les associacions catòliques (§31), la llibertat d'educació i escoles catòliques i la llibertat de publicacions.
Com a nunci durant la dècada de 1920, havia fet intents infructuosos d'aconseguir l'acord alemany per a un tractat d'aquest tipus, i entre 1930 i 1933 va intentar iniciar negociacions amb representants dels successius governs alemanys, però l'oposició dels partits protestants i socialistes, la inestabilitat dels els governs i la cura dels estats individuals per protegir la seva autonomia van frustrar aquest objectiu. En particular, les qüestions de les escoles confessionals i de la pastoral a les forces armades van impedir qualsevol acord a nivell nacional, malgrat les converses de l'hivern de 1932.
Adolf Hitler va ser nomenat canceller el 30 de gener de 1933 i va intentar guanyar-se la respectabilitat internacional i eliminar l'oposició interna dels representants de l'Església i del Partit del Centre catòlic. Va enviar el seu vicecanciller Franz von Papen, un noble catòlic, a Roma per oferir negociacions sobre un Reichskonkordat. En nom de Pacelli, el prelat Ludwig Kaas, el president sortint del Partit del Centre, va negociar els primers esborranys dels termes amb von Papen. El concordat va ser finalment signat, per Pacelli per al Vaticà i von Papen per a Alemanya, el 20 de juliol i ratificat el 10 de setembre de 1933. El bisbe Konrad von Preysing va advertir contra el compromís amb el nou règim, contra els que van veure en la persecució nazi de l'Església com una aberració que Hitler corregiria.
Entre 1933 i 1939, Pacelli va emetre 55 protestes per violacions del Reichskonkordat. Sobretot, a principis de 1937, Pacelli va demanar a diversos cardenals alemanys, inclòs el cardenal Michael von Faulhaber, que l'ajudessin a escriure una protesta per les violacions nazis del Reichskonkordat; aquesta es convertiria en l'encíclica de Pius XI de 1937, Mit brennender Sorge. L'encíclica va ser escrita en alemany i no en el llatí habitual dels documents oficials de l'Església catòlica. Distribuït en secret per un exèrcit de motociclistes i llegit des de tots els púlpits de l'Església Catòlica alemanya el Diumenge de Rams, condemnava el paganisme de la ideologia nazi. Pius XI va acreditar la seva creació i escriptura a Pacelli. Va ser la primera denúncia oficial del nazisme feta per qualsevol organització important i va donar lloc a la persecució de l'Església per part dels nazis enfurismats que van tancar totes les impremtes participants i "van prendre nombroses mesures reivindicatives contra l'Església, inclosa una sèrie de judicis immorals contra el clergat catòlic." El 10 de juny de 1941, el Papa va comentar els problemes del Reichskonkordat en una carta al bisbe de Passau , a Baviera: "La història del Reichskonkordat mostra que l'altra part no tenia els requisits previs més bàsics per acceptar les llibertats mínimes i drets de l'Església, sense els quals l'Església simplement no pot viure i funcionar, malgrat els acords formals".

### Relacions amb els mitjans de comunicació
El cardenal Pacelli va pronunciar una conferència titulada "La Presse et L'Apostolat" a la Universitat Pontifícia de Sant Tomàs d'Aquino, Angelicum , el 17 d'abril de 1936.

## Papat

### Elecció i coronació

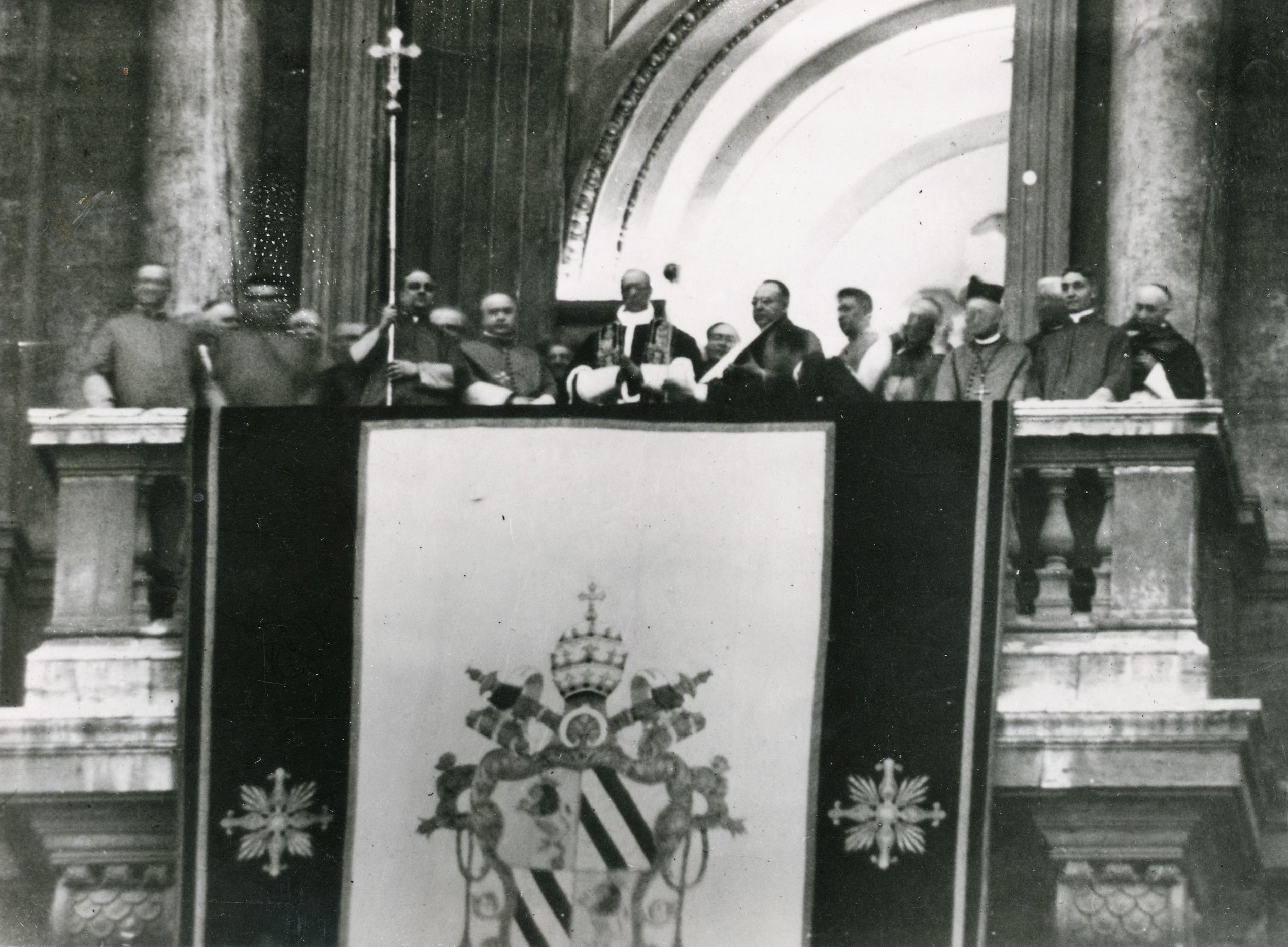
El papa Pius XII apareix a la balconada central després de la seva elecció el 2 de març de 1939

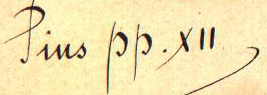
La signatura de Pius XII mai va canviar

El papa Pius XI va morir el 10 de febrer de 1939. El seu règim autoritàri havia marginat el Sacre Col·legi com a organisme, i no havia celebrat cap consistori. Com a conseqüència, cadascun dels cardenals no italians només coneixia un grapat dels seus col·legues; però la majoria d'ells coneixien a Pacelli.
Diversos historiadors han interpretat que el conclave per escollir el seu successor s'enfronta a l'elecció entre un candidat diplomàtic o espiritual, i consideraren l'experiència diplomàtica de Pacelli, especialment amb Alemanya, com un dels factors decisius de la seva elecció el 2 de març de 1939, el seu 63è aniversari, després d'un sol dia de deliberació i tres votacions. Va ser el primer cardenal Secretari d'Estat a ser elegit papa des de Climent IX el 1667. Va ser un dels dos únics homes coneguts que havien servit com a Camarlenc immediatament abans de ser elegit com a papa (l'altre sent el papa Lleó XIII). Segons els rumors, va demanar que es fes una altra votació per garantir la validesa de la seva elecció. Un cop confirmada la seva elecció, va escollir el nom de Pius XII en honor al seu immediat predecessor.
La seva coronació va tenir lloc el 12 de març de 1939. En ser elegit papa també va ser formalment Gran Mestre de l'Ordre Eqüestre del Sant Sepulcre de Jerusalem, prefecte de la Suprema Sagrada Congregació del Sant Ofici, prefecte de la Sagrada Congregació per a les Esglésies Orientals i prefecte de la Sagrada Congregació Consistorial . No obstant això, hi havia un cardenal-secretari per dirigir aquests cossos en el dia a dia.
Pacelli va prendre el mateix nom papal que el seu predecessor, un títol utilitzat exclusivament pels papes italians . Se'l va citar dient: "Em dic Pius; tota la meva vida va estar sota Papes amb aquest nom, però sobretot com a senyal d'agraïment cap a Pius XI."  El 15 de desembre de 1937, durant el seu últim consistori, Pius XI va insinuar amb força als cardenals que esperava que Pacelli fos el seu successor, dient "És entre vosaltres". Abans havia estat citat dient: "Quan avui mori el Papa, demà en tindreu un altre, perquè l'Església continua. Seria una tragèdia molt més gran, si mor el cardenal Pacelli, perquè hi ha només un. Prego cada dia, Déu n'enviï un altre a un dels nostres seminaris, però avui només n'hi ha un en aquest món".

### Nomenaments
Després de la seva elecció, va fer de Luigi Maglione el seu successor com a cardenal secretari d'estat. El cardenal Maglione, un experimentat diplomàtic del Vaticà, havia restablert les relacions diplomàtiques amb Suïssa i va ser durant dotze anys nunci a París. No obstant això, Maglione no va exercir la influència del seu predecessor Pacelli, que com a Papa va continuar la seva estreta relació amb Giovanni Battista Montini (posteriorment el Papa Pau VI) i Domenico Tardini. Després de la mort de Maglione el 1944, Pius va deixar el càrrec obert i va nomenar Tardini cap de la seva secció exterior i Montini cap de la secció interna.  Tardini i Montini van continuar servint allí fins al 1953, quan Pius XII va decidir nomenar-los cardenals, un honor que tots dos van rebutjar. Més tard van ser nomenats prosecretaris amb el privilegi de portar la insígnia episcopal. Tardini va continuar sent un col·laborador proper del Papa fins a la mort de Pius XII, mentre que Montini es va convertir en arquebisbe de Milà, després de la mort d'Alfredo Ildefonso Schuster.
Pius XII va erosionar lentament el monopoli italià sobre la cúria romana; va emprar consellers jesuïtes alemanys i holandesos , Robert Leiber, Augustin Bea i Sebastian Tromp. També va donar suport a l'elevació d'americans com el cardenal Francis Spellman a un paper important a l'Església. Després de la Segona Guerra Mundial, Pius XII va nomenar més no italians que qualsevol Papa abans d'ell. Entre els nomenats nord-americans hi havia Joseph P. Hurley com a regent de la nunciatura a Belgrad, Gerald P. O'Hara com a nunci a Romania i Aloisius Joseph Muench com a nunci a Alemanya. Per primera vegada, nombrosos joves europeus, asiàtics i "americans van ser formats en diverses congregacions i secretaries del Vaticà per a un eventual servei a tot el món".

### Consistoris

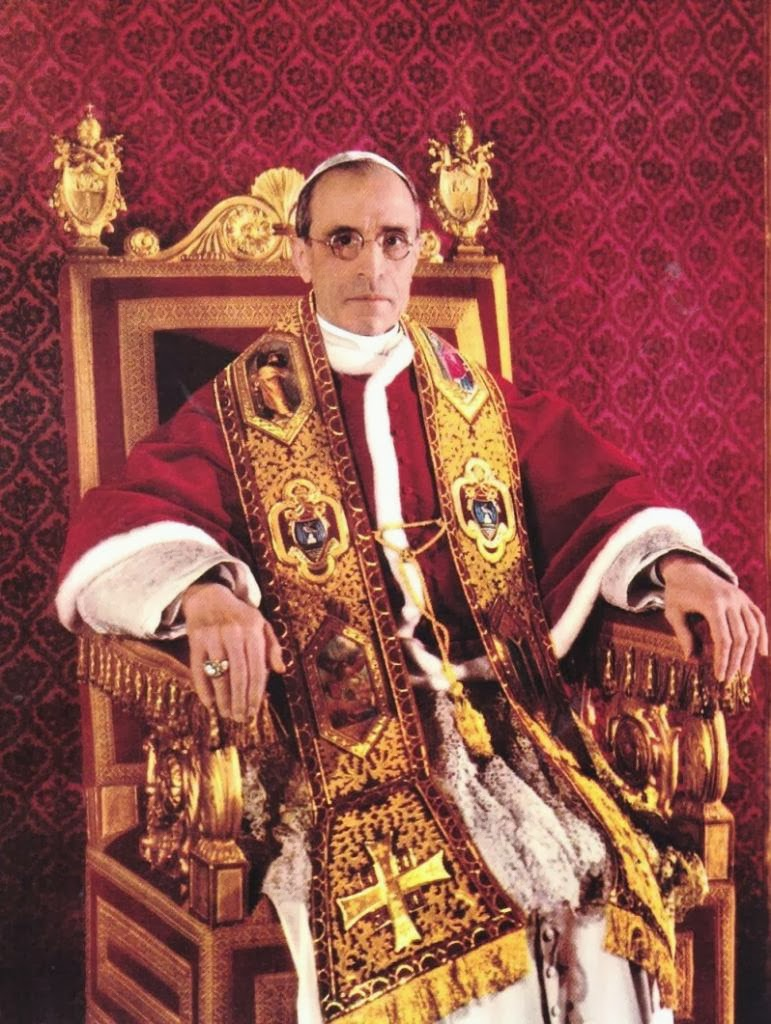
Un dels primers retrats oficials en color de Pius XII, vers 1939-40

Només dues vegades en el seu pontificat Pius XII va celebrar un consistori per crear nous cardenals, a diferència de Pius XI, que ho havia fet 17 vegades en tants anys. Pius XII va optar per no nomenar nous cardenals durant la Segona Guerra Mundial, i el nombre de cardenals es va reduir a 38, sent Dennis Joseph Dougherty de Filadèlfia l'únic cardenal dels Estats Units viu.
La primera ocasió, el 18 de febrer de 1946, va produir l'elevació d'un rècord de 32 cardenals nous, gairebé la meitat del Col·legi de Cardenals i assolint el límit canònic de 70 cardenals. Al consistori de 1946, Pius XII, tot i que mantenia la mida màxima del Col·legi de Cardenals en 70, va nomenar cardenals de la Xina, l'Índia, l'Orient Mitjà i va augmentar el nombre de cardenals d'Amèrica, disminuint proporcionalment la influència italiana.
En el seu segon consistori, el 12 de gener de 1953, s'esperava que els seus col·laboradors més propers, Mn. Domenico Tardini i Giovanni Montini serien elevats i Pius XII va informar als cardenals reunits que tots dos estaven originalment al capdavant de la seva llista, però haurien rebutjat l'oferta i van ser recompensats amb altres promocions. Tant Montini com Tardini es convertirien en cardenals poc després de la mort de Pius; Montini esdevingué més tard el papa Pau VI. Els dos consistoris de 1946 i 1953 van posar fi a més de cinc-cents anys d'italians que constituïen la majoria del Col·legi de Cardenals
Amb poques excepcions, els prelats italians van acceptar els canvis positivament; no hi va haver cap moviment de protesta ni oposició oberta als esforços d'internacionalització.

## Reformes de l'Església

### Reformes litúrgiques
A la seva encíclica Mediator Dei, Pius XII vincula la litúrgia amb l'última voluntat de Jesucrist .
| « | Però és la seva voluntat que el culte que va instituir i va practicar durant la seva vida a la terra continuï per sempre més tard sense interrupció. Perquè no ha deixat la humanitat orfe. Encara ens ofereix el suport de la seva poderosa i infalible intercessió, actuant com a "advocat davant del Pare". També ens ajuda a través de la seva Església, on és present indefectiblement a mesura que els segles transcorren: a través de l'Església que va constituir "el pilar de la veritat" i dispensadora de la gràcia, i que amb el seu sacrifici a la creu va fundar, consagrar. i confirmat per sempre. | » |

l'Església té, doncs, segons Pius XII, un objectiu comú amb el mateix Crist, ensenyar a tots els homes la veritat i oferir a Déu un sacrifici agradable i acceptable. D'aquesta manera, l'Església restableix la unitat entre el Creador i les seves criatures.  El Sacrifici de l'Altar, essent les accions pròpies de Crist, transmet i dispensa la gràcia divina de Crist als membres del Cos Místic.

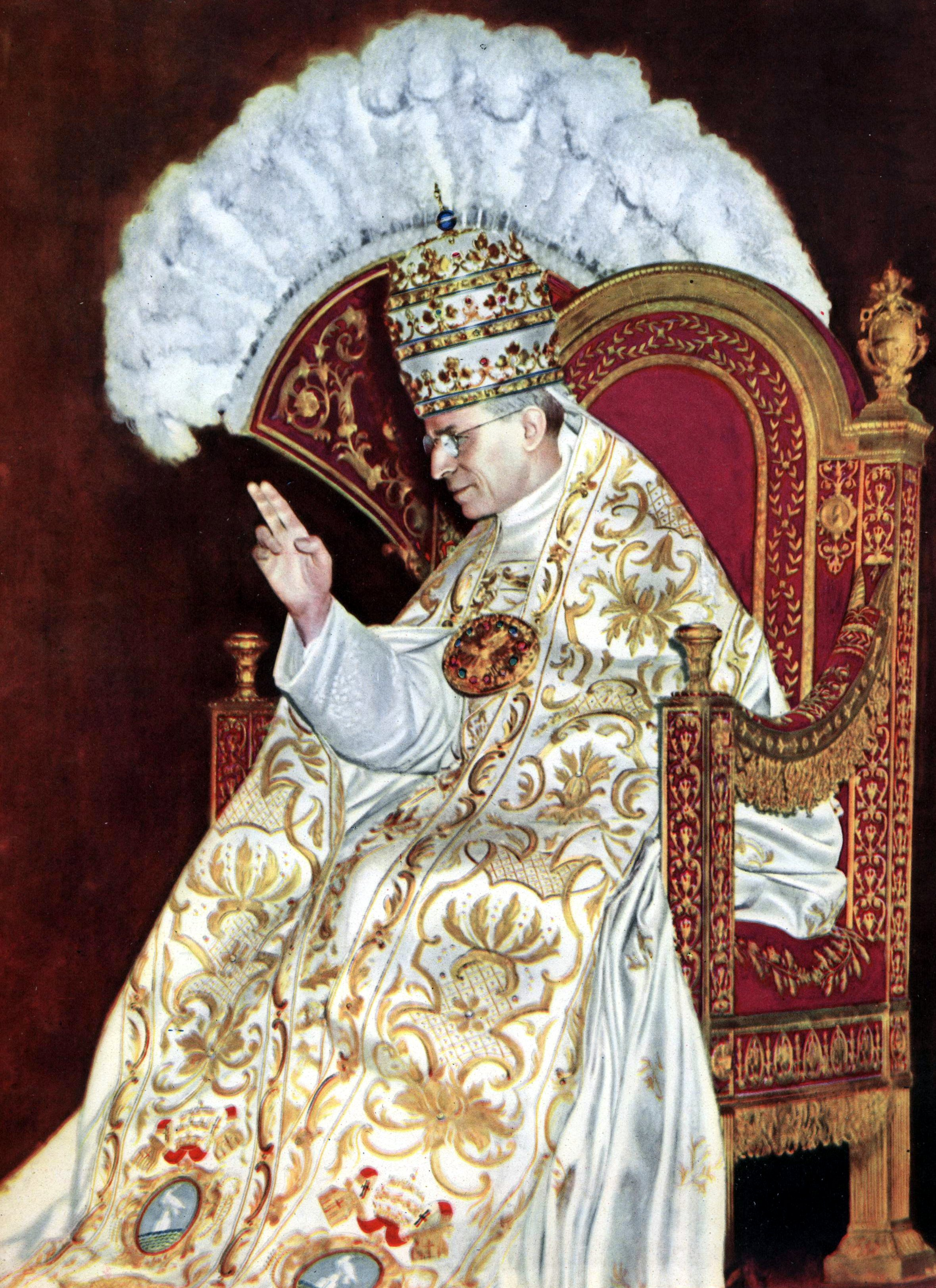
El papa Pius XII assegut a la Sedia gestatoria el 1949

El bisbe Carlos Duarte Costa, crític de llarga data de la política de Pius XII durant la Segona Guerra Mundial i opositor del celibat clerical i de l' ús del llatí com a llengua de la litúrgia, va ser excomunicat per Pius XII el 2 de juliol de 1945. Posteriorment, va establir un grup cismàtic anomenat "Església Catòlica Apostòlica Brasilera".

### Reformes del dret canònic
L'autoritat descentralitzada i l'augment de la independència de les Esglésies uniades es van apuntar a la reforma del Dret Canònic /Codex Iuris Canonici (CIC). En les seves noves constitucions, els patriarques orientals es van fer gairebé independents de Roma (CIC Orientalis, 1957) Llei de matrimoni oriental (CIC Orientalis, 1949), dret civil (CIC Orientalis, 1950), lleis que regulen les associacions religioses (CIC Orientalis, 1952) dret de propietat (CIC Orientalis, 1952) i altres lleis. Aquestes reformes i escrits de Pius XII pretenien establir els orientals orientals com a parts iguals del cos místic de Crist, tal com s'explica a l' encíclica Mystici Corporis Christi.

### Sacerdots i religiosos
Amb la constitució apostòlica Sedis Sapientiae, Pius XII va afegir les ciències socials, la sociologia, la psicologia i la psicologia social a la formació pastoral dels futurs sacerdots. Pius XII va subratllar la necessitat d'analitzar sistemàticament la condició psicològica dels candidats al sacerdoci per assegurar-se que són capaços de portar una vida de celibat i de servei. Pius XII va afegir un any a la formació teològica dels futurs sacerdots. Va incloure un "any pastoral", una introducció a la pràctica del treball parroquial.
Pius XII va escriure a "Menti Nostrae" que la crida a la reforma interior constant i a l'heroisme cristià significa estar per sobre de la mitjana, ser un exemple viu de la virtut cristiana. Les normes estrictes que regeixen les seves vides pretenen convertir-los en models de perfecció cristiana per als laics. S'anima als bisbes a mirar sants models com Bonifaci de Fulda i el papa Pius X. Es va animar els sacerdots a ser exemples vius de l'amor de Crist i del seu sacrifici.

## Teologia

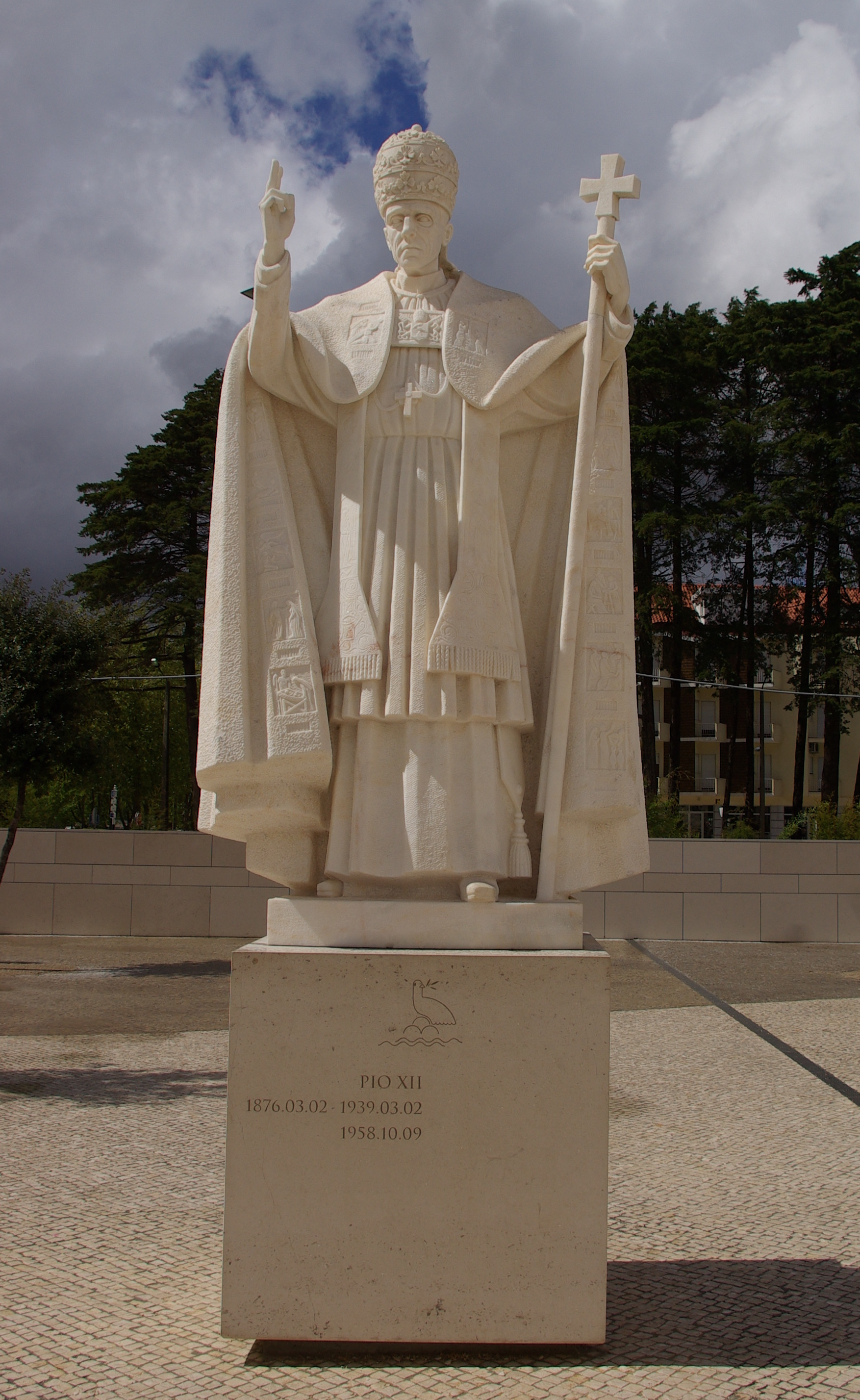
Estàtua del Papa Pius XII a Fàtima, que va consagrar Rússia i el Món : "Així com fa uns anys vam consagrar tot el gènere humà al Cor Immaculat de la Verge Maria, Mare de Déu, així avui Consagrem i d'una manera molt especial Encomanem tots els pobles de Rússia a aquest Cor Immaculat..."

Pius XII va explicar la fe catòlica en 41 encícliques i gairebé 1000 missatges i discursos durant el seu llarg pontificat. "Mystici Corporis Christi" va aclarir la pertinença i la participació a l'Església. L'encíclica "Divino afflante Spiritu" va obrir les portes a la recerca bíblica. El seu magisteri era molt més gran i és difícil de resumir. En nombrosos discursos l'ensenyament catòlic es relaciona amb diversos aspectes de la vida, l'educació, la medicina, la política, la guerra i la pau, la vida dels sants, Maria , la Mare de Déu , les coses eternes i contemporànies. Teològicament, Pius XII va especificar la naturalesa de l'autoritat docent de l'Església catòlica. També va donar una nova llibertat per participar en investigacions teològiques.

### Orientació teològica

#### Investigació bíblica
L'encíclica Divino afflante Spiritu, publicada el 1943, emfatitzava el paper de la Bíblia. Pius XII va alliberar la recerca bíblica de les limitacions anteriors. Va animar els teòlegs cristians a revisar les versions originals de la Bíblia en grec i hebreu. Observant millores en l'arqueologia, l'encíclica va invertir l'encíclica del papa Lleó XIII, que només havia advocat per tornar als textos originals per resoldre l'ambigüitat de la Vulgata llatina. L'encíclica exigeix una comprensió molt millor de la història i les tradicions hebrees antigues. Requereix que els bisbes de tota l'Església iniciïn estudis bíblics per als laics. El Pontífex també demana una reorientació de l'ensenyament i l'educació catòlica, basant-se molt més en les sagrades escriptures en els sermons i la instrucció religiosa.

#### El paper de la teologia
Aquesta llibertat d'investigació teològica, però, no s'estén a tots els aspectes de la teologia. Segons Pius, els teòlegs, empleats per l'Església catòlica, són ajudants, per ensenyar els ensenyaments oficials de l'Església i no els seus propis pensaments privats. Són lliures de dedicar-se a la recerca empírica, que l'Església recolza generosament, però en qüestions de moral i religió, estan sotmesos a l'ofici i l'autoritat docent de l'Església, el Magisteri . "L'ofici més noble de la teologia és mostrar com una doctrina definida per l'Església està continguda en les fonts de la revelació, ... en el sentit en què ha estat definida per l'Església." El dipòsit de la fe s'interpreta autènticament no a cadascun dels fidels, ni tan sols als teòlegs, sinó només a l'autoritat docent de l'Església.

### La mariologia i el dogma de l'Assumpció

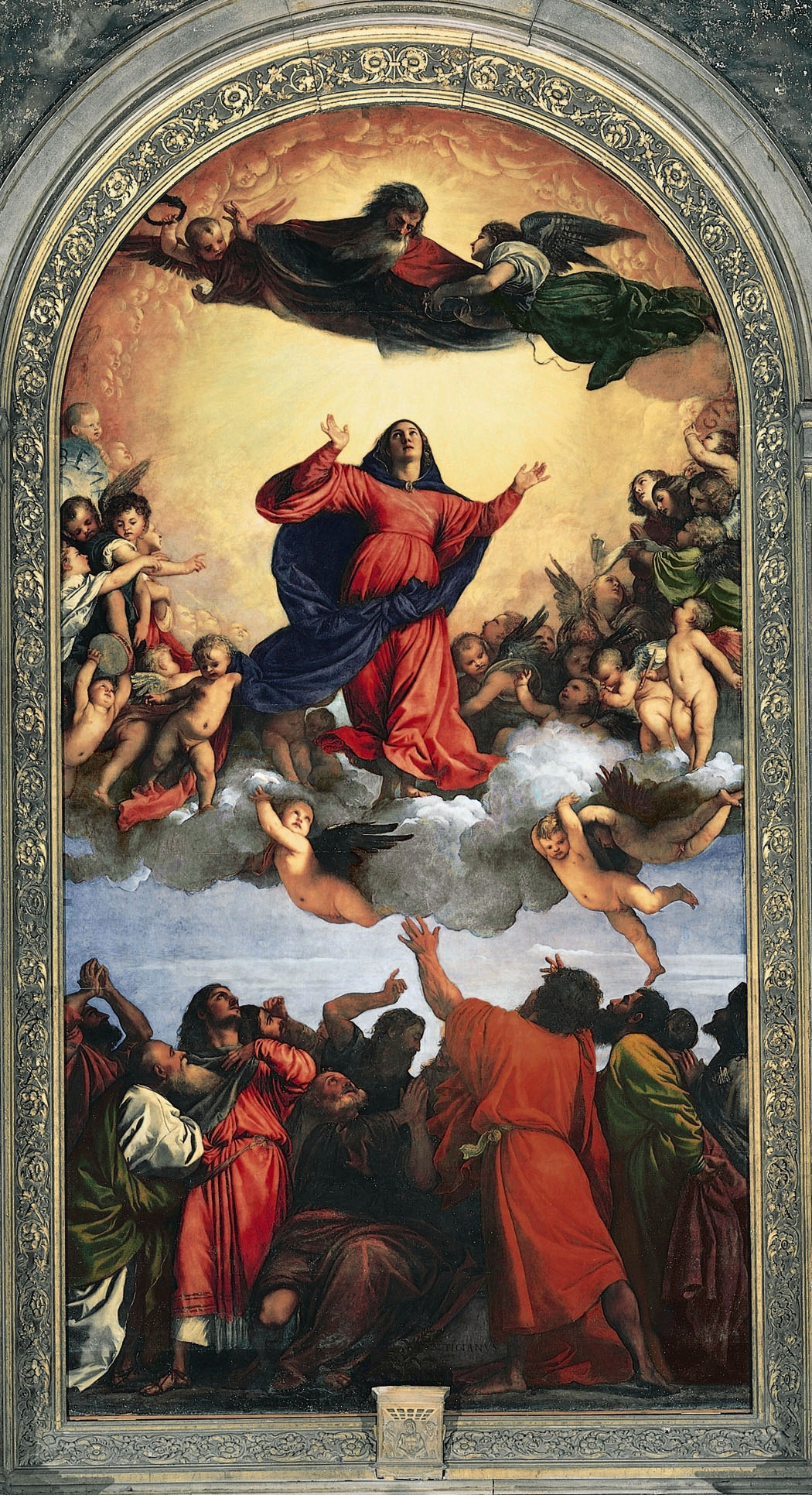
L'1 de novembre de 1950, Pius XII va definir el dogma de l'Assumpció (L'Assunta de Ticià (1516–1518) a la imatge).

#### Consagració mundial al Cor Immaculat de Maria
De jove i més tard, Pacelli va ser un ardent seguidor de la Mare de Déu. Va ser consagrat com a bisbe el 13 de maig de 1917, el primer dia de les aparicions de la Mare de Déu de Fàtima. A partir de les peticions de la mística portuguesa Alexandrina de Balazar, va consagrar el món al Cor Immaculat de Maria l'any 1942. Les seves restes van ser enterrades a la cripta de la basílica de Sant Pere el dia de la festa de Nostra Senyora de Fàtima, el 13 d'octubre. 1958.

#### Dogma de l'Assumpció de Maria
L'1 de novembre de 1950, Pius XII va invocar la infal·libilitat papal per primera vegada des de 1854 definint el dogma de l'Assumpció de Maria, és a dir, que "un cop acabada el curs de la seva vida terrenal, va ser assumida en cos i ànima a la glòria celestial". Fins ara, aquesta és l'última vegada que s'ha utilitzat la infal·libilitat papal completa. El dogma va ser precedit per l'encíclica "Deiparae Virginis Mariae" de 1946 , que demanava a tots els bisbes catòlics que expressessin la seva opinió sobre una possible dogmatització. El 8 de setembre de 1953, l'encíclica "Fulgens corona" anunciava un any marià per al 1954, el centenari del Dogma de la Immaculada Concepció.  A l'encíclica "Ad caeli reginam" va promulgar la festa de Maria Reina."Mystici Corporis Christi" resumeix la seva mariologia. El 15 d'agost de 1954, festa de l'Assumpció, va iniciar la pràctica de dirigir l'Àngelus cada diumenge abans de dirigir-se a la multitud reunida a Castel Gandolfo.

### Magisteri social

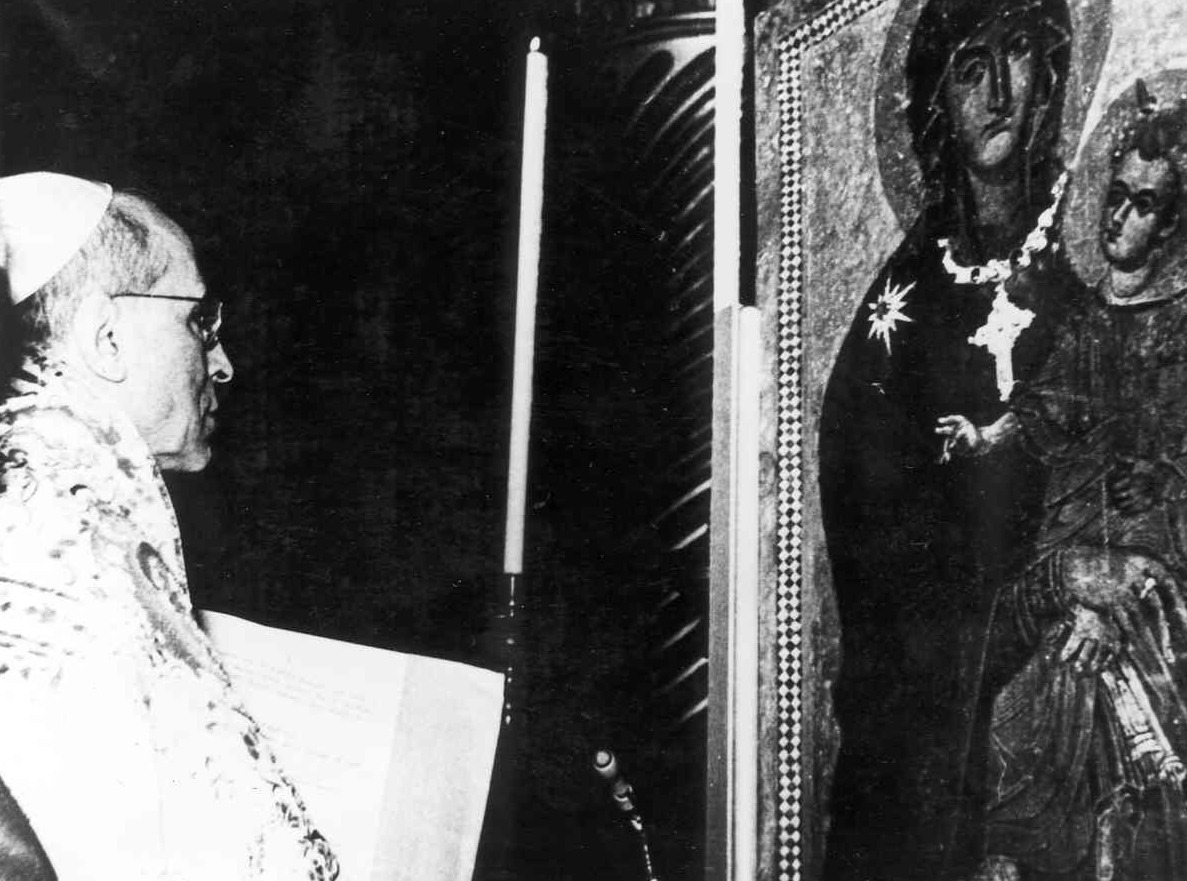
Coronació del Salus Populi Romani pel Papa Pius XII l'any 1954

#### Teologia mèdica
Pius XII va pronunciar nombroses ponències a professionals de la medicina i investigadors. Es va dirigir a metges, infermeres, llevadores, per detallar tots els aspectes dels drets i la dignitat dels pacients, les responsabilitats mèdiques, les implicacions morals de les malalties psicològiques i els usos de la psicofarmaca. També va assumir qüestions com els usos de la medicina en persones amb malaltia terminal, les mentides mèdiques davant de malalties greus i els drets dels membres de la família a prendre decisions contra l'assessorament mèdic d'experts. El papa Pius XII sovint va reconsiderar la veritat prèviament acceptada, per la qual cosa va ser el primer a determinar que l'ús de la medicina del dolor en pacients terminals està justificat, fins i tot si això pot escurçar la vida del pacient, sempre que l'escurçament de la vida no sigui l'objectiu en si.

#### Família i sexualitat
El papa Pius XII va desenvolupar una àmplia teologia de la família, qüestionant els rols familiars, compartint les tasques de la llar, educació dels fills, resolució de conflictes, dilemes financers, problemes psicològics, malalties, cura de les generacions més grans, atur, santedat i virtut matrimonials, pregària comuna, discussions religioses i molt més. Va acceptar el mètode del ritme com una forma moral de planificació familiar, encara que només en circumstàncies limitades, en el context de la família.

#### Teologia i ciència
Per a Pius XII, ciència i religió eren germanes celestials, diferents manifestacions de l'exactitud divina, que no podien contradir-se a llarg termini. Pel que fa a la seva relació, el seu conseller, el professor Robert Leiber, va escriure: "Pius XII va tenir molta cura de no tancar cap porta prematurament. Va ser enèrgic en aquest punt i ho va lamentar en el cas de Galileu."

#### Evolució del cos humà
L'any 1950, Pius XII va promulgar Humani generis, que reconeixia que l'evolució podria descriure amb precisió els orígens biològics de la forma humana, però al mateix temps criticava aquells que "sostenen de manera imprudent i indiscreta que l'evolució... explica l'origen de totes les coses". Els catòlics han de creure que l'ànima humana va ser creada immediatament per Déu. Com que l'ànima és una substància espiritual, no és creada per transformació de la matèria, sinó directament per Déu, d'on surt la singularitat especial de cada persona. Cinquanta anys més tard, el papa Joan Pau II, afirmant que l'evidència científica semblava que ara afavoria la teoria de l'evolució, va mantenir la distinció de Pius XII pel que fa a l'ànima humana. "Fins i tot si el cos humà prové de la matèria viva preexistent, l'ànima espiritual és creada espontàniament per Déu."

#### Pena capital
En un discurs pronunciat el 14 de setembre de 1952, el Papa Pius XII va dir que l'Església no considera l'execució de delinqüents com una violació per part de l'Estat del dret universal a la vida:
| « | Quan es tracta de l'execució d'un condemnat, l'Estat no disposa del dret de l'individu a la vida. En aquest cas, es reserva al poder públic privar el condemnat del gaudi de la vida en expiació del seu delicte quan, pel seu delicte, ja s'hagi disposat del seu dret a viure. | » |

L'Església considera que les sancions penals són tant "medicinals", que impedeixen que el delinqüent reincideixi, com "vindicatives", que ofereix una retribució pel delicte comès. Pius va defensar l'autoritat de l'Estat per dur a terme el càstig, fins i tot la pena de mort inclosa.

#### Democràcia i monarquia
Pius XII va ensenyar que les masses eren una amenaça per a la veritable democràcia. En aquesta democràcia, la llibertat és el deure moral de l'individu i la igualtat és el dret de totes les persones a viure honradament al lloc i l'estació que Déu els ha assignat.
L'1 de juny de 1946, un dia abans del referèndum constitucional italià de 1946 sobre si s'havia d'abolir o mantenir la monarquia italiana, Pius XII va pronunciar un sermó a la plaça de Sant Pere . Tot i que no va esmentar directament la monarquia o el republicanisme, donat el context, el seu discurs va ser, tanmateix, àmpliament considerat com un suport a Umbert II en el referèndum, i va ser difícil malinterpretar la seva petició.
Pius va dir:
| « | El problema és si una o l'altra d'aquelles nacions, d'aquelles dues germanes llatines [el mateix dia es feien eleccions a França] amb diversos milers d'anys de civilització seguirà aprenent contra la sòlida roca del cristianisme,... o per contra volen lliurar el destí del seu futur a l'impossible omnipotencia d'un estat material sense ideals extraterrestres, sense religió i sense Déu. Una d'aquestes dues alternatives es produirà segons que de les urnes surtin victoriosos els noms dels campions o dels destructors de la civilització cristiana. | » |

Després que el referèndum va tenir èxit i la monarquia italiana va ser abolida, Pius va acordar en privat amb el seu enviat Myron Taylor "... que hauria estat molt preferible que Itàlia continués sent una monarquia, però també va assenyalar que el que es va fer es va fer".

### Encícliques, escrits i discursos

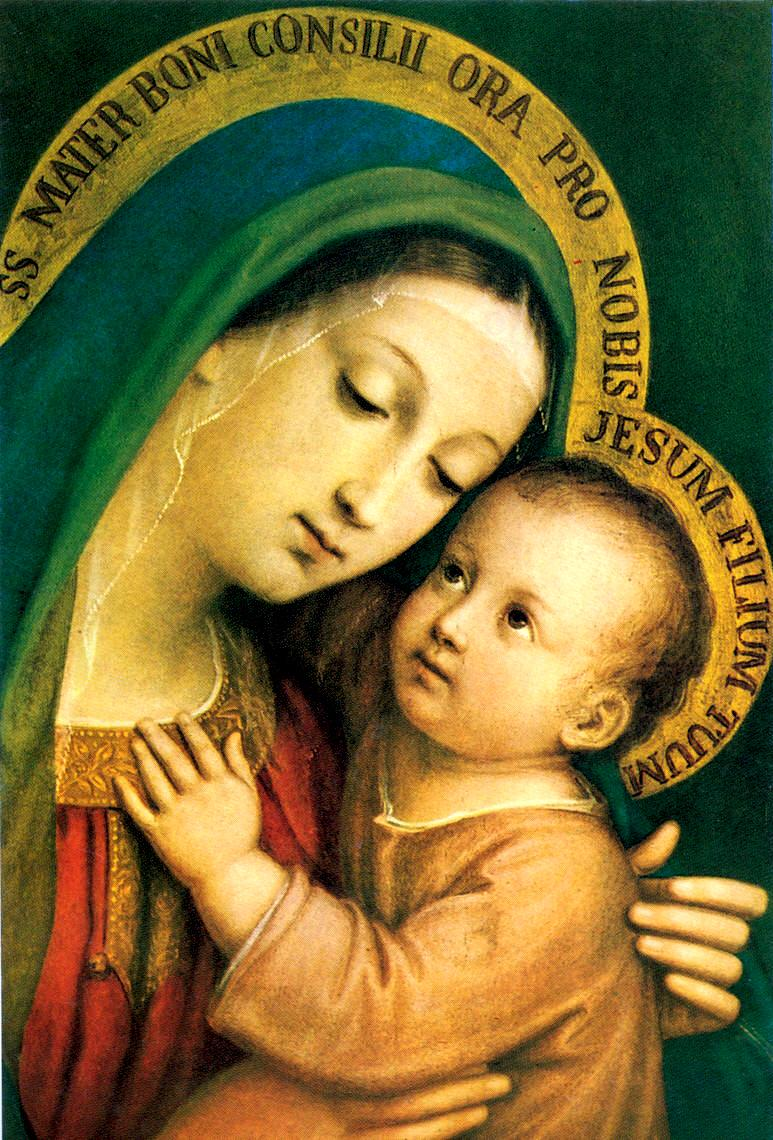
L'any 1939 Pius XII va posar el seu pontificat sota la cura materna de la Mare de Déu del Bon Consell i li va compondre una pregària. Aquesta pintura del és de Pasquale Sarullo.

Pius XII va publicar 41 encícliques durant el seu pontificat, més que tots els seus successors en els últims 50 anys junts, juntament amb molts altres escrits i discursos. El pontificat de Pius XII va ser el primer de la història del Vaticà que va publicar discursos i alocucions papals en llengua vernacla de manera sistemàtica. Fins aleshores, els documents papals eren emesos principalment en llatí en "Acta Apostolicae Sedis" des de 1909. A causa de la novetat de tot plegat, i d'una temut ocupació del Vaticà per part de la Wehrmacht alemanya , no tots els documents existeixen avui dia. El 1944, una sèrie de documents papals van ser cremats o "emmurallats".
Diverses encícliques es van dirigir a les Esglésies catòliques orientals. Orientalis Ecclesiae va ser emesa l'any 1944 en el 15è centenari de la mort de Ciril d'Alexandria, un sant comú al cristianisme oriental i a les esglésies llatines . Pius XII demana pregària per a una millor comprensió i unificació de les esglésies. Orientales omnes Ecclesias, publicada l'any 1945 en el 350è aniversari de la reunió, és una crida a la unitat contínua de l'Església grega catòlica rutena, amenaçada en la seva mateixa existència per les autoritats de la Unió Soviètica. Sempiternus Rex va ser emesa l'any 1951 en el 1500è aniversari del Concili Ecumènic de Calcedònia. Incloïa una crida a les comunitats orientals adherides a la teologia miafisita perquè tornin a l'Església Catòlica. Orientals Ecclesias es va emetre el 1952 i es va dirigir a les Esglésies orientals, protestant per la continuada persecució estalinista de l'Església. Es van enviar diverses cartes apostòliques als bisbes d'Orient. El 13 de maig de 1956, el papa Pius es va dirigir a tots els bisbes del ritu oriental. Maria, la mare de Déu, va ser objecte de cartes encícliques al poble de Rússia a Fulgens corona, així com d'una carta papal al poble de Rússia.
Pius XII va fer dues intervencions substancials als mitjans de comunicació. El seu discurs de 1955 "The Ideal Movie", originalment donat en dues parts a membres de la indústria cinematogràfica italiana, va oferir una "anàlisi sofisticada de la indústria cinematogràfica i el paper del cinema en la societat moderna". En comparació amb l'ensenyament del seu predecessor, l'encíclica "Miranda Prorsus" (1957) mostra una "alta consideració per la importància del cinema, la televisió i la ràdio".

### Festes i devocions
El 1958, el papa Pius XII va declarar la festa de la Santa Faç de Jesús com a dimarts de carnaval (el dimarts abans del Dimecres de cendra) per a tots els catòlics. La primera medalla de la Santa Faç, produïda per Sor Maria Pierina de Micheli, basada en la imatge del Sudari de Torí havia estat oferta a Pius XII que va aprovar la medalla i la devoció basada en ella. La devoció general a la Santa Faç de Jesús havia estat aprovada pel papa Lleó XIII l'any 1885 abans que la imatge del Sudari de Torí fos fotografiada.

## Canonitzacions i beatificacions
El papa Pius XII va canonitzar nombroses persones, entre elles el papa Pius X —«ambdós estaven decidits a eliminar, en la mesura del possible, tot rastre d'heterodòxia perillosa " —i Maria Goretti. Va beatificar el papa Innocenci XI. Les primeres canonitzacions van ser dues dones, la fundadora d'una congregació per a dones, Marie de Sainte-Euphrasie Pelletier, i una jove laica, Gemma Galgani. Pelletier tenia fama d'obrir noves vies a les organitzacions benèfiques catòliques, ajudant a persones amb dificultats amb la llei, que havien estat descuidades pel sistema i l'Església. Galgani era una dona virtuosa d'uns vint anys, que es deia que tenia els estigmes.
Pius XII també va nomenar Antoni de Pàdua com a Doctor de l'Església el 16 de gener de 1946 mentre li atorgava el títol de Doctor evangelius.

## Segona Guerra Mundial
Vegeu també: Església catòlica durant el nazisme

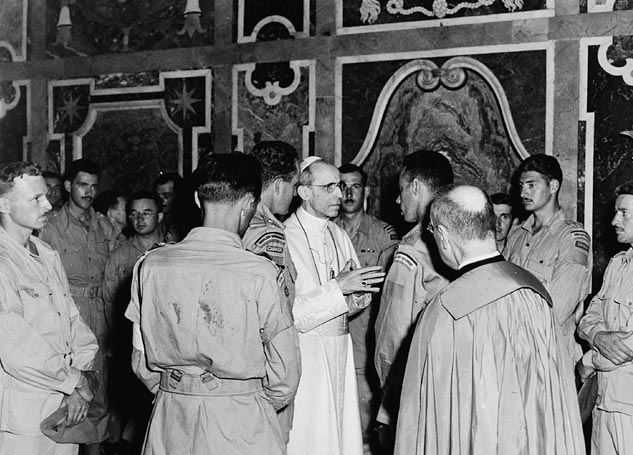
Membres del 22è Reial Regiment Canadenc en audiència amb el Papa Pius XII, després de l'alliberament de Roma de 1944

Durant la Segona Guerra Mundial, Pius va veure que la seva obligació principal era assegurar la continuació de l'"Església visible" i la seva missió divina. Pius XII va pressionar els líders mundials per evitar l'esclat de la Segona Guerra Mundial i després va expressar la seva consternació perquè la guerra hagués arribat a la seva encíclica Summi Pontificatus d'octubre de 1939. Va seguir una política pública estricta de neutralitat del Vaticà durant la durada del conflicte, reflectint la del papa Benet XV.
L'any 1939, Pius XII va convertir el Vaticà en un centre d'ajuda que va organitzar des de diverses parts del món. A petició del Papa, al Vaticà va funcionar una oficina d'informació per a presoners de guerra i refugiats sota la direcció de Giovanni Battista Montini, que durant els anys de la seva existència des de 1939 fins a 1947 va rebre gairebé 10 milions (9.891.497) de sol·licituds d'informació i va produir més d'11 milions (11.293.511) de respostes sobre persones desaparegudes.
McGoldrick (2012) conclou que durant la guerra:
| « | Pius XII tenia un afecte genuí per Alemanya, encara que no l'element criminal a les mans del qual havia caigut; temia el bolxevisme, una ideologia dedicada a l'aniquilació de l'Església de la qual era el cap, però les seves simpaties eren amb els aliats i les democràcies, especialment els Estats Units, en l'economia de guerra dels quals havia transferit i invertit els considerables actius del Vaticà. | » |

### L'esclat de la guerra

#### Summi Pontificatus
Summi Pontificatus va ser la primera encíclica papal emesa pel papa Pius XII, l'octubre de 1939 i va establir alguns dels temes del seu pontificat. Durant la redacció de la carta, la Segona Guerra Mundial va començar amb la invasió alemanya/soviètica de Polònia: "la terrible tempesta de guerra ja està arrasant malgrat tots els nostres esforços per evitar-la". La carta papal denunciava l'antisemitisme, la guerra, el totalitarisme, l'atac a la Polònia catòlica i la persecució nazi de l'Església.
Pius XII va reiterar l'ensenyament de l'Església sobre el "principi d'igualtat" -en referència específica als jueus: "no hi ha ni gentil ni jueu, circumcisió ni incircumcisió". L'oblit de la solidaritat «imposada pel nostre origen comú i per la igualtat de la naturalesa racional en tots els homes" s'anomenava «error perniciós" Els catòlics d'arreu van ser cridats a oferir "compassió i ajuda" a les víctimes de la guerra. El Papa va declarar la determinació de treballar per accelerar el retorn de la pau i la confiança en les pregàries per la justícia, l'amor i la misericòrdia, per prevaler contra el flagell de la guerra. La carta també denunciava la mort de no combatents.
Seguint els temes següents tractats a "Non abbiamo bisogno" (1931); "Mit brennender Sorge" (1937) i "Divini redemptoris" (1937), Pius va escriure en contra dels "moviments anticristians" i la necessitat de fer tornar a l'Església els que seguien "un fals estàndard... enganyats per l'error, la passió, la temptació i els prejudicis". , [que] s'han allunyat de la fe en el Déu veritable". Pius va escriure sobre "els cristians, per desgràcia, més de nom que de fet" després d'haver mostrat "covardia" davant la persecució d'aquests credos, i va avalar la resistència:
| « | Qui entre «els Soldats de Crist" –eclesiàstic o laic– no se sent incitat i estimulat a una vigilància més gran, a una resistència més decidida, per la vista de l'exèrcit cada cop més gran dels enemics de Crist; com ell percep els portaveus d'aquestes tendències neguen o descuiden a la pràctica les veritats vivificadores i els valors inherents a la creença en Déu i en Crist; com ell els perceba trencar sense cap mena de dubte les Taules dels Manaments de Déu per substituir altres taules i altres estàndards despullats del contingut ètic de l'Apocalipsi sobre el Sinaí, estàndards en què l'esperit del Sermó de la Muntanya i de la Creu no té cabuda? | » |

Pius va escriure sobre una església perseguida i un temps que requeria "caritat" per a les víctimes que tenien "dret" a la compassió. Contra la invasió de Polònia i l'assassinat de civils va escriure:
| « | [Aquesta és una] "Hora de les tenebres"... en què l'esperit de violència i de discòrdia provoca un sofriment indescriptible a la humanitat... Les nacions arrossegades al tràgic remolí de la guerra potser només es troben als "inicis dels dolors". "...però encara ara regna en milers de famílies la mort i la desolació, el lament i la misèria. La sang d'innombrables éssers humans, fins i tot no combatents, aixeca una lamentable llàstima sobre una nació com la nostra estimada Polònia, que, per la seva fidelitat a l'Església, pels seus serveis en la defensa de la civilització cristiana, escrit amb caràcters indelebles als anals de la història, té dret a la simpatia generosa i fraternal de tot el món, mentre espera, comptant amb la poderosa intercessió de Maria Auxiliadora, l'hora d'una resurrecció en harmonia amb els principis de justícia i pau veritable. | » |

Com que Itàlia encara no era un aliat de Hitler a la guerra, els italians van ser cridats a romandre fidels a l'Església Catòlica. Pius va evitar les denúncies explícites de l'hitlerisme o a l'estalinisme, establint el to públic "imparcial" que esdevindria controvertit en una valoració posterior del seu pontificat: "Una declaració completa de la postura doctrinal a prendre davant els errors d'avui, si cal, pot deixar-nos a un altre moment tret que hi hagi pertorbació per esdeveniments externs calamitosos, de moment Ens limitem a algunes observacions fonamentals."

#### Invasió de Polònia
A "Summi Pontificatus", Pius va expressar la consternació per l'assassinat de no combatents en la invasió nazi/soviètica de Polònia i va expressar l'esperança per a la "resurrecció" d'aquest país. Els nazis i els soviètics van iniciar una persecució de l'Església catòlica a Polònia. L'abril de 1940, el Vaticà va informar al govern dels Estats Units que els alemanys havien bloquejat els seus esforços per proporcionar ajuda humanitària i que la Santa Seu s'havia vist obligada a buscar canals indirectes per dirigir la seva ajuda. Michael Phayer, crític de Pius XII, valora la seva política com la de "negar-se a censurar" la invasió i annexió "alemanya" de Polònia. Això, va escriure Phayer, va ser considerat com una "traïció" per molts catòlics i clergues polonesos, que van veure el seu nomenament d'Hilarius Breitinger com a administrador apostòlic de Wartheland el maig de 1942, un "reconeixement implícit" de la ruptura de Polònia; les opinions dels "Volksdeutsche", majoritàriament minories catòliques alemanyes que vivien a la Polònia ocupada, eren més contradictòries. Phayer argumenta que Pius XII —tant abans com durant el seu papat— va "diferir-se constantment a Alemanya a costa de Polònia", i va veure que Alemanya —no Polònia— era fonamental per "reconstruir una gran presència catòlica a l'Europa central". El maig de 1942, Kazimierz Papée, ambaixador polonès al Vaticà, es va queixar que Pius no havia condemnat la recent onada d'atrocitats a Polònia; quan el cardenal secretari d'estat Maglione va respondre que el Vaticà no podia documentar atrocitats individuals, va declarar Papée, "quan alguna cosa es fa notòria, no calen proves". Tot i que Pius XII va rebre denúncies freqüents sobre atrocitats comeses per i/o contra els catòlics, el seu coneixement era incomplet; per exemple, va plorar després de la guerra en saber que el cardenal August Hlond havia prohibit els serveis litúrgics alemanys a Polònia.
Hi va haver un cas conegut de rabins jueus que, buscant suport contra la persecució nazi dels jueus polonesos al Govern General (zona polonesa ocupada pels nazis), es van queixar als representants de l'Església Catòlica. L'intent d'intervenció de l'Església va provocar que els nazis prenguessin represàlies arrestant rabins i deportant-los als camps d'extermini. Posteriorment, l'Església catòlica de Polònia va abandonar la intervenció directa, en lloc de centrar-se en organitzar l'ajuda clandestina, amb un gran suport internacional orquestrat pel papa Pius XII i la seva Santa Seu. El Papa va ser informat de les atrocitats nazis comeses a Polònia tant per funcionaris de l'Església polonesa com per la clandestinitat polonesa. Aquests materials d'intel·ligència van ser utilitzats per Pius XII l'11 de març de 1940 durant una audiència formal amb Joachim von Ribbentrop (assessor d'Afers Exteriors d'Hitler) quan el Popa estava "enumerant la data, el lloc i els detalls precisos de cada crim", tal com va descriure Joseph L. Lichten després d'altres.

#### Accions primerenques per acabar amb el conflicte
Amb Polònia envaïda, però França i els Països Baixos encara no havien estat atacats, Pius va continuar esperant una pau negociada per evitar l'extensió del conflicte. El president dels Estats Units , Franklin D. Roosevelt, d'una mentalitat similar, va restablir les relacions diplomàtiques nord-americanes amb el Vaticà després d'una pausa de 70 anys i va enviar a Myron C. Taylor com a representant personal. Pius va acollir cordialment l'enviat i la iniciativa de pau de Roosevelt, qualificant-lo d'"un acte exemplar de solidaritat fraterna i sincera... en defensa contra l'alè esgarrifós de les tendències anticristianes agressives i mortals sense Déu". La correspondència nord-americana parlava d'"esforços paral·lels per a la pau i l'alleujament del sofriment". Malgrat el primer col·lapse de les esperances de pau, la missió Taylor va continuar al Vaticà.
Segons el biògraf de Hitler John Toland, després de l'intent d'assassinat per part de Johann Georg Elser el novembre de 1939 , Hitler va dir que Pius hauria volgut que el complot tingués èxit: "no és cap amic meu". A la primavera de 1940, un grup de generals alemanys que buscaven enderrocar Hitler i fer les paus amb els britànics es van acostar al papa Pius XII, que va actuar com a interlocutor entre els britànics i el complot avortat. Segons Toland, l'advocat de Munich Joseph Muller va fer un viatge clandestí a Roma l'octubre de 1939, es va reunir amb Pius XII i el va trobar disposat a fer d'intermediari. El Vaticà va acceptar enviar una carta on es descriuen les bases de la pau amb Anglaterra i la participació del Papa es va utilitzar per intentar persuadir els alts generals alemanys Franz Halder i Walther von Brauchitsch perquè actuessin contra Hitler.
Pius va advertir els aliats de la planificada invasió alemanya dels Països Baixos el 1940. A Roma el 1942, l'enviat nord-americà Myron C. Taylor, va agrair a la Santa Seu les "expressions directes i heroiques d'indignació fetes pel papa Pius XII quan Alemanya va envair els Països Baixos". Després que Alemanya va envair els Països Baixos durant 1940, Pius XII va enviar expressions de simpatia a la reina Guillermina dels Països Baixos, al rei Leopold III de Bèlgica i a la gran duquessa Carlota de Luxemburg. Quan Mussolini va conèixer les advertències i els telegrames de simpatia, els va prendre com una afronta personal i va fer que el seu ambaixador al Vaticà presentés una protesta oficial, acusant que Pius XII havia pres partit contra l'aliat d'Itàlia, Alemanya. El ministre d'Afers Exteriors de Mussolini, Galeazzo Ciano, va afirmar que Pius XII estava "preparat per deixar-se deportar a un camp de concentració, en lloc de fer res contra la seva consciència".
Quan, l'any 1940, el ministre d'Afers Exteriors nazi von Ribbentrop va dirigir l'única delegació nazi d'alt nivell que va permetre una audiència amb Pius XII i li va preguntar per què el Papa s'havia posat del costat dels aliats, Pius va respondre amb una llista de les recents atrocitats nazis i persecucions religioses comeses contra cristians i jueus, a Alemanya i a Polònia, van portar The New York Times a encapçalar el seu informe "Els drets dels jueus defensats" i escriure sobre "les paraules ardents que va dir al senyor Ribbentrop sobre la persecució religiosa". Durant la reunió, von Ribbentrop va suggerir un acord global entre el Vaticà i el govern del Reich a canvi que Pius XII ordenés als bisbes alemanys que s'abstinguessin de crítiques polítiques al govern alemany, però no es va arribar a cap acord.

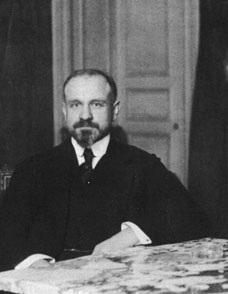
Les inversions de Bernardino Nogara van ser crítiques per al finançament del papat durant la Segona Guerra Mundial.

En una missa especial a Sant Pere per a les víctimes de la guerra, celebrada el novembre de 1940, poc després de l'inici del bombardeig de Londres per part de la Luftwaffe, Pius va predicar en la seva homilia: "Que els remolins, que a la llum del dia o la foscor de la nit, dispersa el terror, el foc, la destrucció i la matança sobre la gent indefensa, que la justícia i la caritat d'una banda estiguin en perfecte equilibri, de manera que tota injustícia sigui reparada, el regnat del dret restableixi". Més tard va fer una crida als Aliats perquè estalviessin Roma dels bombardejos aeris, i va visitar les víctimes ferides del bombardeig aliat del 19 de juliol de 1943.

#### Ampliació del conflicte
Pius va intentar, sense èxit, dissuadir el dictador italià Benito Mussolini d'unir-se a Hitler a la guerra. L'abril de 1941, Pius XII va concedir una audiència privada a Ante Pavelić, el líder del nou proclamat estat croat (en lloc de l'audiència diplomàtica que Pavelić havia desitjat). Pius va ser criticat per la seva recepció de Pavelić: una nota no atribuïda del Ministeri d'Afers Exteriors britànic sobre el tema va descriure a Pius com "el més gran covard moral de la nostra època". El Vaticà no va reconèixer oficialment el règim de Pavelić. Tot i que Pius XII no va condemnar públicament les expulsions i les conversions forçades al catolicisme perpetrades als serbis per Pavelić, la Santa Seu sí que va repudiar expressament les conversions forçades en un memoràndum datat el 25 de gener de 1942, de la Secretaria d'Estat del Vaticà a la Legació de Iugoslàvia. El Papa estava ben informat de la implicació del clergat catòlic amb el règim d'Ustaše, fins i tot posseïnt una llista de membres del clergat que s'havien "unit a la matança", però va decidir no condemnar el règim o prendre mesures contra el clergat implicat, per por que portaria al cisma a l'Església croata o minaria la formació d'un futur estat croat. Pius XII elevaria Alojzije Stepinac —un arquebisbe croat condemnat per col·laborar amb la Ústaixa pel nou règim comunista iugoslau— al cardenalat l'any 1953. Phayer està d'acord que el de Stepinac va ser un "procés espectacle", però afirma "l'acusació que [Pius XII] va donar suport al règim d'Ustaša era, per descomptat, certa, com tothom sabia", i que «si Stepinac hagués respost als càrrecs contra ell, la seva defensa s'hauria desfet inevitablement, posant al descobert la suport del genocida Pavelić". Al llarg de 1942, el govern iugoslau a l'exili va enviar cartes de protesta a Pius XII demanant-li que utilitzés tots els mitjans possibles per aturar les massacres contra els serbis a l'estat croat, però Pius XII no va fer res.
El 1941, Pius XII va interpretar "Divini Redemptoris", una encíclica del papa Pius XI, que prohibeix als catòlics ajudar els comunistes, com a no sol·licitant l'assistència militar a la Unió Soviètica. Aquesta interpretació va calmar els catòlics nord-americans que anteriorment s'havien oposat als acords de préstec i arrendament amb la Unió Soviètica.
El març de 1942, Pius XII va establir relacions diplomàtiques amb l'Imperi del Japó i va rebre l'ambaixador Ken Harada, que va romandre en aquest càrrec fins al final de la guerra.
El juny de 1942 es van establir relacions diplomàtiques amb el govern nacionalista de la Xina. Aquest pas es va preveure abans, però es va retardar a causa de la pressió japonesa per establir relacions amb el règim projaponès de Wang Jingwei. El primer ministre xinès al Vaticà , Hsieh Shou-kang, només va poder arribar al Vaticà el gener de 1943, a causa de les dificultats de viatge derivades de la guerra. Va romandre en aquesta posició fins a finals de 1946.
El Papa va utilitzar la nova tecnologia de la ràdio i una sèrie de missatges de Nadal per predicar contra el nacionalisme egoista i els mals de la guerra moderna i oferir simpatia a les víctimes de la guerra. El discurs de Nadal de Pius XII de 1942 a través de la Ràdio Vaticana va expressar la seva preocupació pels abusos dels drets humans i l'assassinat d'innocents per raó. La majoria del discurs parlava en general de drets humans i societat civil; al final del discurs, Pius XII va esmentar "els centenars de milers de persones que, sense cap culpa per part seva, de vegades només per la seva nacionalitat o raça, han estat consignades a mort o a un lent declivi". Segons Rittner, el discurs continua sent un "parallamps" en els debats sobre Pius XII. Els mateixos nazis van respondre al discurs afirmant que va ser "un llarg atac contra tot el que defensem... Parla clarament en nom dels jueus... Pràcticament està acusant el poble alemany d'injustícia cap als jueus, i es fa el portaveu dels criminals de guerra jueus". El New York Times va escriure que "La veu de Pius XII és una veu solitària en el silenci i la foscor que envolten Europa aquest Nadal... En demanar un "nou ordre real" basat en la "llibertat, la justícia i l'amor",... El Papa es va posar totalment en contra del hitlerisme". L'historiador Michael Phayer afirma, però, que "encara no és clar a quin genocidi es referia". En declaracions al 50è aniversari de la mort de Pius l'any 2008, el papa alemany Benet XVI va recordar que la veu del Papa s'havia "trencat per l'emoció" ja que "deplorava la situació" amb una "clara referència a la deportació i l'extermini del jueus".
Diversos autors han al·legat un complot per segrestar Pius XII pels nazis durant la seva ocupació de Roma l'any 1943 (la mateixa Ciutat del Vaticà no estava ocupada); l'historiador britànic Owen Chadwick i l'editor jesuïta de l'ADSS Robert A. Graham van concloure que aquestes afirmacions eren una creació intencionada de l'executiu britànic de guerra política. Tanmateix, el 2007, posteriorment a aquests relats, Dan Kurzman va publicar un treball en el qual estableix que la trama era un fet.
L'any 1944, Pius XII va emetre un missatge de Nadal en el qual advertia contra el govern de les masses i contra les concepcions seculars de llibertat i igualtat.

#### Etapes finals
Quan la guerra s'acostava al seu final l'any 1945, Pius va defensar una política indulgent per part dels líders aliats en un esforç per evitar el que ell considerava que eren els errors comesos al final de la Primera Guerra Mundial. El 23 d'agost de 1944 es va reunir. El primer ministre britànic Winston Churchill, que estava de visita a Roma. En la seva reunió, el Papa va reconèixer la justícia de castigar els criminals de guerra, però va expressar l'esperança que el poble d'Itàlia no fos castigat, preferint que se'ls fes "aliats plens" en l'esforç de guerra restant.

### L'Holocaust

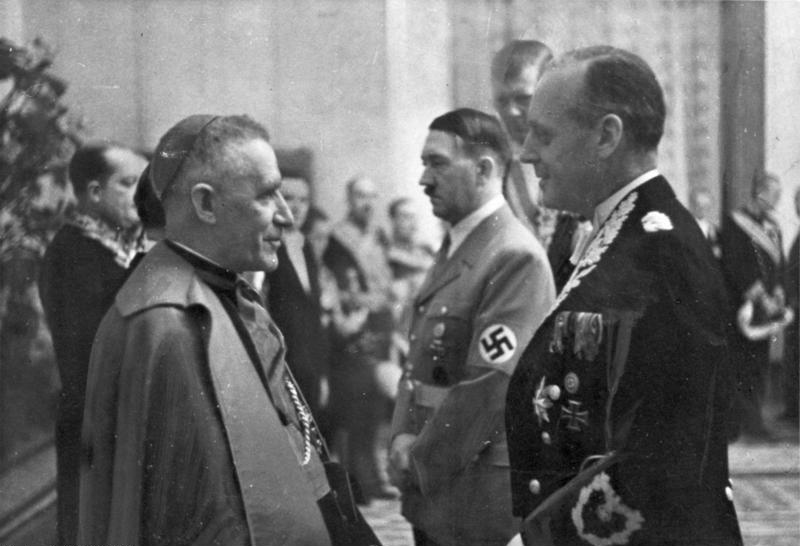
Cesare Orsenigo, nunci de Pius XII a Alemanya durant la Segona Guerra Mundial, amb Hitler i Joachim von Ribbentrop.

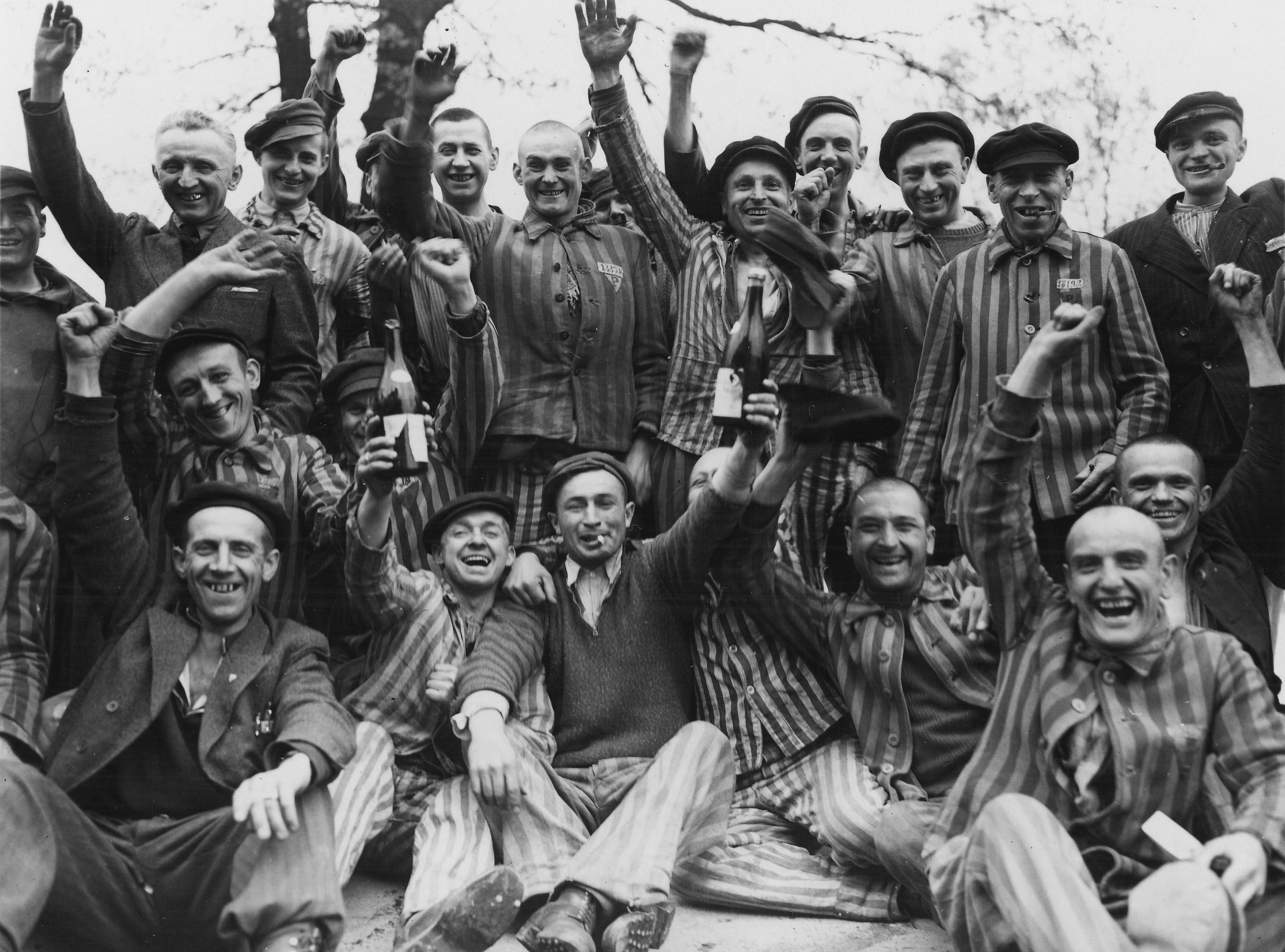
Els presoners polonesos brinden pel seu alliberament de Dachau. La persecució nazi dels catòlics va ser la més severa a la Polònia ocupada.

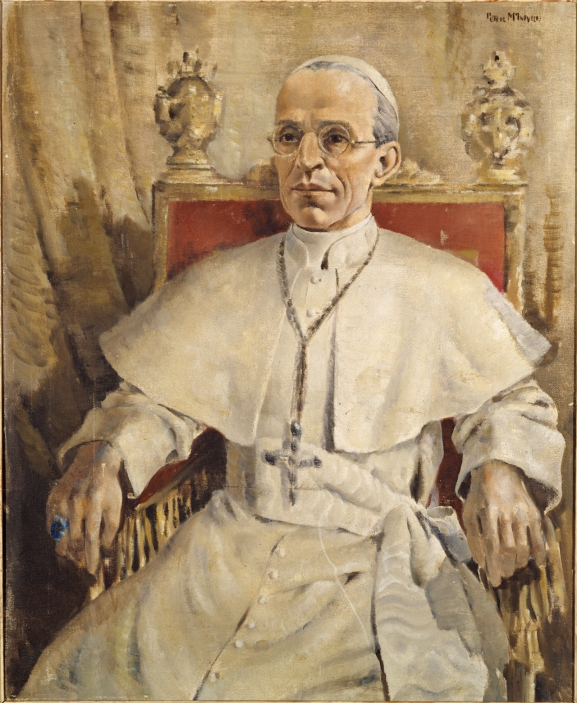
El papa Pius XII, per Peter McIntyre vers 1943–1944

Durant la Segona Guerra Mundial, després que l'Alemanya nazi comencés el seu assassinat massiu de jueus al territori soviètic ocupat, Pius XII va emprar la diplomàcia per ajudar les víctimes de l'Holocaust i va ordenar a l'Església que proporcionés ajuda discreta als jueus. A la seva mort el 1958, entre molts tributs jueus, el gran rabí de Roma Elio Toaff, va dir: "Els jueus sempre recordaran el que l'Església Catòlica va fer per ells per ordre del Papa durant la Segona Guerra Mundial. Quan la guerra estava més dura, Pius va parlar molt sovint per condemnar la falsa teoria de la raça." Això és discutit pel comentarista John Cornwell, que, en el seu llibre, Hitler's Pope, argumenta que el Papa era feble i vacil·lant en la seva aproximació al nazisme. Cornwell afirma que el Papa va fer poc per desafiar l'holocaust progressiu dels jueus per por de provocar que els nazis envaïssin la Ciutat del Vaticà.
En la seva primera encíclica papal "Summi Pontificatus" de 1939 , Pius va reiterar el magisteri catòlic contra la persecució racial i l'antisemitisme i va afirmar els principis ètics de la "Revelació sobre el Sinaí". El Nadal de 1942, un cop aparegut l'evidència de l'assassinat massiu de jueus, Pius XII va expressar la seva preocupació per l'assassinat de "centenars de milers" de persones "impecables" a causa de la seva "nacionalitat o raça" i va intervenir per intentar bloquejar les deportacions nazis. dels jueus de diversos països. A la seva mort l'any 1958, Pius va ser elogiat de manera emfàtica per la ministra d'Afers Exteriors israeliana Golda Meïr, i altres líders mundials. Però la seva insistència en la neutralitat del Vaticà i evitar nomenar els nazis com a malfactors del conflicte es va convertir en la base de les crítiques contemporànies i posteriors d'alguns sectors. La seva condemna pública més ferma del genocidi va ser considerada inadequada per les potències aliades, mentre que els nazis el van veure com un simpatitzant aliat que havia deshonrat la seva política de neutralitat del Vaticà. El biògraf de Hitler John Toland, tot i ser mordaç amb els prudents comentaris públics de Pius en relació amb el maltractament dels jueus, va concloure que el propi registre d'acció dels Aliats contra l'Holocaust era "vergonyós", mentre que "L'Església, sota la guia del Papa, ja havia salvat la vida de més jueus que totes les altres esglésies, institucions religioses i organitzacions de rescat juntes".
El 1939, el recentment elegit Papa Pius XII va nomenar diversos erudits jueus destacats per ocupar càrrecs al Vaticà després que havien estat acomiadats de les universitats italianes sota les lleis racials del líder feixista Benito Mussolini. El 1939, el Papa va emprar un cartògraf jueu, Roberto Almagia, per treballar en mapes antics a la Biblioteca Vaticana. Almagia havia estat a la Universitat de Roma La Sapienza des de 1915, però va ser acomiadat després de la legislació antisemita de Benito Mussolini de 1938. El New York Times va informar del nomenament per part del Papa de dos jueus a la Acadèmia Pontifícia de les Ciències, així com la contractació d'Almagia. a les edicions de l'11 de novembre de 1939 i del 10 de gener de 1940.
Més tard, Pius va dissenyar un acord —aprovat formalment el 23 de juny de 1939— amb el president del Brasil Getúlio Vargas per emetre 3.000 visats a "catòlics no aris". No obstant això, durant els propers 18 mesos, el Consell d'Imigració i Colonització (CIC) del Brasil va continuar endurint les restriccions a la seva emissió, inclosa l'exigència d'un certificat de bateig amb data anterior a 1933, una transferència monetària substancial al Banco do Brasil i l'aprovació de l'Oficina de Propaganda brasilera a Berlín. El programa va ser cancel·lat 14 mesos després, després que s'haguessin expedit menys de 1.000 visats, enmig de sospites de "conducta inadequada" (és a dir, continuar practicant el judaisme) entre els que havien rebut visats.
L'abril de 1939, després de la submissió de Charles Maurras i la intervenció del Carmel de Lisieux, Pius XII va posar fi a la prohibició del seu predecessor de l'Action Française, una organització virulentment antisemita.
Després de la invasió alemanya/soviètica de Polònia, la primera encíclica del Papa, Summi Pontificatus, va reiterar l'ensenyament catòlic contra la persecució racial i va rebutjar l'antisemitisme, citant l'escriptura que destacava el "principi d'igualtat", amb referència específica als jueus: "no hi ha ni gentil ni jueu, circumcisió ni incircumcisió" i afirmació directa de la "Revelació jueva sobre el Sinaí". L'oblit de la solidaritat "imposada pel nostre origen comú i per la igualtat de la naturalesa racional en tots els homes" s'anomenava "error perniciós". Els catòlics d'arreu van ser cridats a oferir "compassió i ajuda" a les víctimes de la guerra. El Papa va declarar la determinació de treballar per accelerar el retorn de la pau i la confiança en les pregàries per la justícia, l'amor i la misericòrdia, per prevaler contra el flagell de la guerra. La carta també denunciava la mort de no combatents.
El cardenal secretari d'Estat Luigi Maglione va rebre una petició del gran rabí de Palestina Isaac Herzog a la primavera de 1940 per intercedir en favor dels jueus lituans a punt de ser deportats a Alemanya. Pius va trucar a Joachim von Ribbentrop l'11 de març, protestant repetidament contra el tracte als jueus. L'any 1940, Pius va demanar als membres del clergat, en paper de carta del Vaticà, que fessin tot el que poguessin en favor dels jueus internats.
El 1941, el cardenal Theodor Innitzer de Viena va informar a Pius de les deportacions de jueus a Viena. Més tard aquell mateix any, quan el cap d'estat del règim de Vichy, Philippe Pétain, li va preguntar si el Vaticà s'oposava a les lleis antisemites, Pius va respondre que l'Església condemnava l'antisemitisme, però no comentava normes específiques. De la mateixa manera, quan el règim de Pétain va adoptar els "estatuts jueus", a l'ambaixador de Vichy al Vaticà, Léon Bérard (un polític francès), se li va dir que la legislació no entrava en conflicte amb els ensenyaments catòlics. Valerio Valeri, el nunci a França , es va "avergonyir" quan va saber-ho públicament per Pétain i va comprovar personalment la informació amb el cardenal secretari d'estat Maglione que va confirmar la posició del Vaticà. El juny de 1942, Pius XII va protestar personalment contra les deportacions massives de jueus de França, ordenant al nunci papal que protestés davant Pétain contra "les detencions i deportacions inhumanes de jueus". El setembre de 1941, Pius XII es va oposar a un codi jueu eslovac, que, a diferència dels anteriors codis de Vichy, prohibia els matrimonis mixts entre jueus i no jueus. L'octubre de 1941, Harold H. Tittmann Jr., delegat dels Estats Units al Vaticà, va demanar al Papa que condemnés les atrocitats contra els jueus; Pius va respondre que el Vaticà volia mantenir-se "neutre", reiterant la política de neutralitat que Pius havia invocat ja al setembre de 1940.
El 1942, l'encarregat de negocis eslovac va dir a Pius que els jueus eslovacs estaven sent enviats a camps de concentració. L'11 de març de 1942, uns quants dies abans de la sortida del primer transport, l'encarregat de negocis a Bratislava va informar al Vaticà: "M'han assegurat que aquest pla atroç és obra del primer ministre... (Tuka), que va confirmar el pla... es va atrevir a dir-me —el que fa tanta demostració del seu catolicisme— que no hi veia res d'inhuman o no cristià... la deportació de 80.000 persones a Polònia, és equivalent. a condemnar un gran nombre d'ells a una mort segura". El Vaticà va protestar davant el govern eslovac que "deplora aquestes... mesures que perjudiquen greument els drets humans naturals de les persones, només per la seva raça."
El 18 de setembre de 1942, Pius XII va rebre una carta de monsenyor Montini, en què deia "les massacres dels jueus assoleixen proporcions i formes aterridores".  Més tard aquell mateix mes, Myron Taylor va advertir a Pius que el "prestigi moral" del Vaticà estava sent lesionat pel silenci sobre les atrocitats europees, advertència que es va fer ressò simultàniament per representants del Regne Unit, Brasil, Uruguai , Bèlgica i Polònia. Myron C. Taylor va aprovar un memoràndum del govern nord-americà a Pius el 26 de setembre de 1942, en què es descriu la informació rebuda de l'Agència Jueva per a Palestina, que deia que els jueus de tot l'imperi nazi estaven sent sistemàticament "massacats". Taylor va preguntar si el Vaticà podria tenir alguna informació que "tendeixi a confirmar els informes" i, si és així, què podria fer el Papa per influir en l'opinió pública contra les "barbaritats".
El cardenal Maglione va lliurar a Harold Tittmann una resposta a la carta el 10 d'octubre. La nota agraïa a Washington la transmissió de la informació i confirmava que els informes de mesures severes contra els jueus havien arribat al Vaticà des d'altres fonts, tot i que no s'havia pogut "verificar la seva exactitud". No obstant això, ha afirmat Maglione, "la Santa Seu està aprofitant totes les oportunitats, però, per mitigar el patiment d'aquesta gent desafortunada". Segons The Pope at War de David Kertzer, Monsenyor Domenico Tardini "va dir a l'enviat britànic al Vaticà a mitjans de desembre [1942] que el Papa no podia parlar sobre les atrocitats nazis perquè el Vaticà no havia no he pogut verificar la informació".
El desembre de 1942, quan Tittmann va preguntar al cardenal secretari d'Estat Maglione si Pius emetria una proclamació semblant a la declaració aliada "Política alemanya d'extermini de la raça jueva", Maglione va respondre que el Vaticà era "incapaç de denunciar públicament atrocitats particulars". Pius XII va explicar directament a Tittman que no podia anomenar els nazis sense esmentar alhora els bolxevics.
El 14 de desembre de 1942, el jesuïta alemany i activista de la resistència alemanya Lothar König va escriure al reverend Robert Leiber, secretari privat del Papa i enllaç de la Resistència, per informar-li que les seves fonts havien confirmat que aproximadament 6.000 polonesos i jueus estaven assassinats cada dia a "fornals de les SS" situats en una zona del que llavors era la Polònia ocupada pels alemanys i que ara forma part de l'oest d'Ucraïna. També feia referència als camps d' extermini nazis d'Auschwitz i Dachau. Giovanni Coco, arxiver de l' Arxiu Apostòlic Vaticà, va dir que König va instar la Santa Seu a retenir aquesta informació per protegir la vida de les seves fonts en la resistència.
Després de la invasió nazi/soviètica de Polònia, la "Summi Pontificatus" de Pius XII va demanar la simpatia de tot el món cap a Polònia, on s'estava vessant "la sang d'innombrables éssers humans, fins i tot no combatents". Pius mai va condemnar públicament la massacre nazi d'1.800.000–1.900.000 polonesos, majoritàriament catòlics (inclosos 2.935 membres del clergat catòlic). A finals de 1942, Pius XII va aconsellar als bisbes alemanys i hongaresos que es pronunciessin contra les massacres al front oriental. En el seu missatge de la Nit de Nadal de 1942, va expressar la seva preocupació per "aquells centenars de milers, que... de vegades només per raó de la seva nacionalitat o raça, estan marcats per la mort o l'extinció progressiva. El 7 d'abril de 1943, Mons. Tardini, un dels consellers més propers de Pius XII, va informar a Pius XII que seria avantatjós políticament després de la guerra prendre mesures per ajudar els jueus eslovacs.
El gener de 1943, Pius XII es va negar a denunciar públicament la discriminació nazi contra els jueus, després de les peticions de Władysław Raczkiewicz, president del govern polonès a l'exili, i el bisbe Konrad von Preysing de Berlín. Segons Toland, el juny de 1943, Pius XII va abordar el tema dels maltractaments als jueus en una conferència del Sagrat Col·legi de Cardenals i va dir: "Cada paraula Ens adrecem a l'autoritat competent sobre aquest tema, i totes les nostres declaracions públiques. Hem de ser sospesats i mesurats acuradament per nosaltres en l'interès de les mateixes víctimes, no sigui que, contràriament a les nostres intencions, empitjorem la seva situació i sigui més difícil de suportar".
El 26 de setembre de 1943, després de l'ocupació alemanya del nord d'Itàlia, els funcionaris nazis van donar als líders jueus a Roma 36 hores per produir 50 quilos (110 lliures) d'or (o l'equivalent), amenaçant amb prendre 300 ostatges. Aleshores, el gran rabí de Roma Israel Zolli explica a les seves memòries que va ser seleccionat per anar al Vaticà i buscar ajuda. El Vaticà va oferir un préstec de 15 quilos, però l'oferta va resultar innecessària quan els jueus van rebre una pròrroga. Poc després, quan les deportacions d'Itàlia eren imminents, 477 jueus es van amagar al mateix Vaticà i altres 4.238 van ser protegits en monestirs i convents romans. El vuitanta per cent dels jueus romans es van salvar de la deportació. Phayer argumenta que els diplomàtics alemanys a Roma van ser els "iniciadors de l'esforç per salvar els jueus de la ciutat", però sosté que Pius XII "va col·laborar en aquest intent de rescat", alhora que coincideix amb Zuccotti que el Papa "no va donar ordres" perquè qualsevol institució catòlica amagui jueus.
El 30 d'abril de 1943, Pius XII va escriure al bisbe Konrad von Preysing de Berlín per dir-li: "Donem als pastors que treballen a nivell local el deure de determinar si i fins a quin punt el perill de represàlies i de diverses formes d'opressió. ocasionades per declaracions episcopals... ad maiora mala vitanda (per evitar el pitjor)... Ací rau una de les raons per les quals Ens imposem l'autocontrol en els nostres discursos, que hem fet 1942 amb les adreces papals, que vam autoritzar a ser remeses als Creients, justifica la nostra opinió, en la mesura que veiem... La Santa Seu ha fet tot el que estava en el seu poder, amb ajuda caritativa, econòmica i moral de les importants sumes que vam gastar en diners nord-americans per a les tarifes dels immigrants".
El 28 d'octubre de 1943, Ernst von Weizsäcker, l'ambaixador alemany al Vaticà, va telegrafiar a Berlín que "el Papa encara no s'ha deixat persuadir de fer una condemna oficial de la deportació dels jueus romans... Com que es pensa actualment. que els alemanys no prendran més mesures contra els jueus a Roma, la qüestió de les nostres relacions amb el Vaticà es pot considerar tancada."
Al març de 1944, a través del nunci papal a Budapest , Angelo Rotta, el pape va instar el govern hongarès a moderar el seu tracte als jueus. El Papa va ordenar a Rotta i altres legats papals que amaguessin i acollissin els jueus. Aquestes protestes, juntament amb altres del rei de Suècia, la Creu Roja Internacional, els Estats Units i la Gran Bretanya van provocar el cessament de les deportacions el 8 de juliol de 1944. També el 1944, Pius va apel·lar a 13 governs llatinoamericans a acceptar "passaports d'emergència", tot i que també va necessitar la intervenció del Departament d'Estat dels Estats Units perquè aquests països honréssin els documents. L'Informe Kaltenbrunner a Hitler, del 29 de novembre de 1944, amb el teló de fons del complot per assassinar Hitler del 20 de juliol de 1944, afirma que el Papa va ser d'alguna manera un conspirador, nomenant específicament Eugenio Pacelli (Papa Pius XII), com a partit. en l'intent.

#### Polèmica dels orfes jueus
El 2005, el "Corriere della Sera" va publicar un document del 20 de novembre de 1946 sobre el tema dels nens jueus batejats a la França en temps de guerra. El document ordenava que els nens batejats, si quedaven orfes, s'havien de mantenir sota custòdia catòlica i afirmava que la decisió "ha estat aprovada pel Sant Pare". El nunci Angelo Roncalli (que va esdevenir el papa Joan XXIII , i va ser reconegut per Yad Vashem com a Just entre les nacions) va ignorar aquesta directiva. Abe Foxman, el director nacional de la Lliga Antidifamació (ADL), que ell mateix havia estat batejat quan era un nen i després havia patit una batalla per la custòdia, va demanar una congelació immediata del procés de beatificació de Pius fins als corresponents Arxius Secrets del Vaticà i es van obrir les actes de baptisme. Dos estudiosos italians, Matteo Luigi Napolitano i Andrea Tornielli, van confirmar que el memoràndum era genuí, tot i que l'informe del Corriere della Sera era enganyós, ja que el document s'havia originat als arxius de l'Església catòlica francesa més que als arxius del Vaticà i estrictament. es preocupava dels nens sense parents de sang vius que se suposava que havien de ser lliurats a organitzacions jueves.
Els escrits dels registres del Vaticà publicats van revelar que Pius XII va estar implicat personalment però en secret en amagar els fills Finaly de la seva família jueva en un intent finalment fallit de mantenir-los catòlics després del seu bateig secret fet en contra dels desitjos de la seva família. L'Església catòlica francesa va rebre molt mala premsa de l'afer, i diverses monges i monjos van ser empresonats pel segrest abans que els nens fossin descoberts i traslladats a Israel. Només fa poc es va revelar la implicació personal del Papa.

## Post-Segona Guerra Mundial

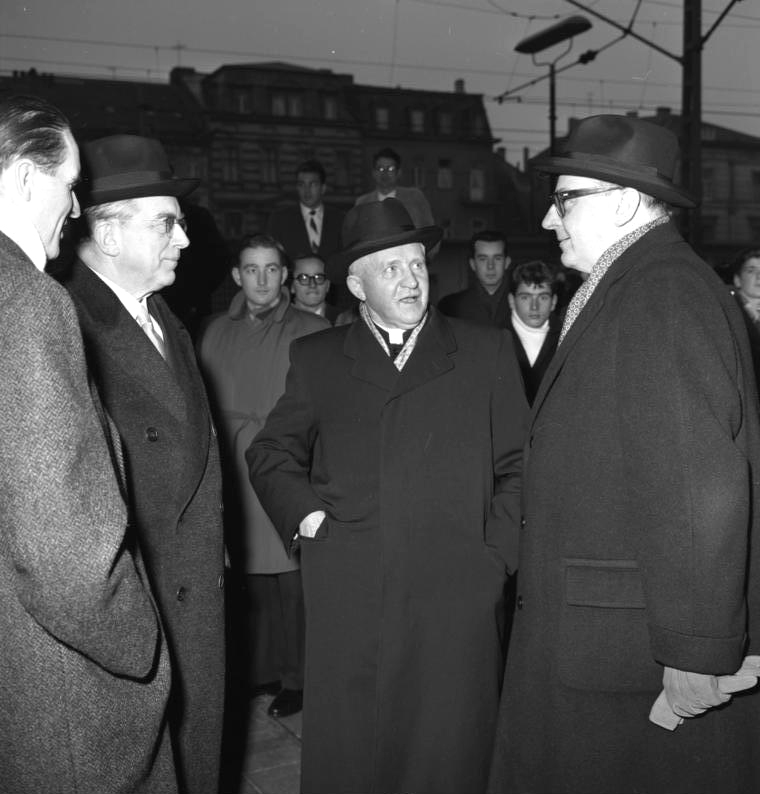
El bisbe Aloisius Joseph Muench, enllaç de la postguerra de Pius XII amb l'Oficina de Govern Militar dels, Estats Units

Després de la Segona Guerra Mundial, el papa Pius XII es va centrar en l'ajuda material a l'Europa devastada per la guerra, la internacionalització interna de l'Església catòlica i el desenvolupament de les seves relacions diplomàtiques a nivell mundial. Les seves encícliques, Evangelii praecones i Fidei donum, publicades el 2 de juny de 1951 i el 21 d'abril de 1957, respectivament, van augmentar la presa de decisions locals de les missions catòliques, moltes de les quals es van convertir en diòcesis independents. Pius XII va exigir el reconeixement de les cultures locals com a plenament iguals a la cultura europea. Tot i que la seva llengua va conservar les velles concepcions –Àfrica, per exemple, mereixia una atenció especial ja que l'Església d'allà va treballar "per fer arribar la seva obra entre les multituds paganes"– el 1956 va expressar la seva solidaritat amb els «no europeus que aspiraven". a la plena independència política".
Aquestes encícliques, però, tenien les seves limitacions: la Mystici Corporis identificava l'Església de Crist amb l'Església catòlica romana (amb l'exclusió implícita de tots ela altres organismes cristians) i seguia mostrant-se exageradament amoïnada per la dimensió jeràrquica i el caràcter central del papat; i a Mediator Dei preveia contra els excessivament partidaris de la litúrgia. 
Immediatament després de la guerra, Pius XII va elevar una sèrie de resistents d'alt perfil del nazisme al Col·legi de Cardenals el 1946, entre ells els bisbes alemanys Joseph Frings de Colònia, Clemens von Galen de Münster i Konrad von Preysing de Berlín. D'altres llocs de l'alliberat Imperi nazi, Pius va seleccionar altres resistents: l'arquebisbe holandès Johannes de Jong; el bisbe hongarès József Mindszenty; l'arquebisbe polonès Adam Stefan Sapieha; i l'arquebisbe francès Jules-Géraud Saliège. El 1946 i el 1953, respectivament, va nomenar cardenals Thomas Tien Ken-sin de la Xina i Valerian Gracias de l'Índia, els primers catòlics indígenes de les seves respectives nacions a seure al Col·legi de Cardenals. El diplomàtic papal italià Angelo Roncalli (posteriorment el papa Joan XXIII, successor de Pius XII) i l'arquebisbe polonès Stefan Wyszyński van ser uns altres entre els elevats el 1953 .
Un contingent alemany va dominar el seu cercle íntim en aquest període: els jesuïtes alemanys Robert Leiber, Wilhelm Hentrich i Ivo Zeiger. El seu confessor personal Augustin Bea era un jesuïta alemany i la mare Pascalina Lehnert i les altres germanes de parla alemanya de la casa papal es van afegir a aquest element. El bisbe nord-americà Aloisius Muench va escriure el novembre de 1948 que Pius XII estava "més interessat en els afers de l'Església a Alemanya que en qualsevol altra part de l'Església" i va decidir fer de la crisi alemanya de postguerra una prioritat màxima: "la seva crisi de refugiats, la pobresa, la fam i les malalties, el destí dels presoners de guerra i els criminals de guerra acusats, la interrupció de l'organització interna i la vida comunitària del catolicisme alemany i el futur polític incert d'Alemanya".
També estava preocupat per la possible propagació del comunisme a l'Europa occidental i a les Amèriques. Com que buscava obtenir recursos de l'estranger per ajudar a la recuperació de la postguerra, creient que la privació alimentava l'agitació política, també va intentar influir en la política italiana. El gener de 1948, Luigi Gedda, del moviment d'Acció Catòlica d'Itàlia, va ser cridat al Vaticà mentre estava en marxa la campanya electoral per al primer parlament de la república postfeixista d'Itàlia.
Pius XII desconfiava bastant d'Alcide de Gasperi i dels demòcrates cristians d'Itàlia, considerant el partit indecís i fraccionat –sobretot els corrents reformistes al seu interior, que tendien a l'esquerra moderada –representada pel sacerdot sicilià Luigi Sturzo, per exemple–, considerava massa complaent amb l'Esquerra. A la vigília de les eleccions locals de 1952 a Roma, en les quals els partits comunistes i socialistes van amenaçar de nou amb guanyar, va utilitzar connexions informals per donar a conèixer les seves opinions. Pius XII va afirmar que la guerra contra el comunisme era una guerra santa i va excomunicar els membres del Partit Comunista Italià. Després d'haver decidit animar els demòcrates cristians a considerar una aliança política amb els partits de dretes com a part d'una coalició antiesquerra, va demanar al jesuïta Riccardo Lombardi, que parlés amb de Gasperi per considerar una aliança d'aquest tipus, una aliança electoral amb aquells. fins i tot de tendències monàrquiques i neofeixistes, inclòs el Moviment Social Italià. Adoptant una teoria del dòmino va advertir que, si "els comunistes guanyen a Roma, a Itàlia, faria ombra sobre el món sencer: França esdevindrà comunista, després Espanya i després tot Europa".

## Darrers anys, malaltia i mort

### Darrers anys del papa Pius XII
Els darrers anys de Pius XII cada cop van semblar-se més al règim de Pius X, segons s'anaven reprimint les noves iniciatives en el camp de la teologia i la tasa pastoral.. Mentre que als primers pronunciaments del seu pontificat sovint havia demanat audiàcia a l'acció, en els seus deu darrers anys aquesta paraula pràcticament desaparegué del seu vocabulari. Pius era un home profundament conservador, cada cop més espantat pels nous vents.
Una llarga malaltia a finals de 1954 va fer que el Papa considerés l'abdicació. Envoltat d'assessors ultraconservadors, especialment del seu ajudant Domenico Tardini, el seu redactor de discursos Robert Leiber, i amb una vida privada celosament guardada per la seva mestressa de casa, sor Pascalina Lehnert, Pius XII es retirà a una atmosfera sufocant d'exaltada pietat, exacerbada per la hipocondria. El Papa va evitar llargues cerimònies, canonitzacions i consistoris i va mostrar vacil·lació en qüestions de personal. Cada cop era més difícil castigar subordinats i designats com el seu metge, Riccardo Galeazzi-Lisi, que després de nombroses indiscrecions va ser exclòs del servei papal durant els darrers anys, però, mantenint el seu títol, va poder entrar als apartaments papals per fer fotos del Papa moribund, que va vendre a revistes franceses. Pius es va sotmetre a tres cursos de tractament de rejoveniment cel·lular administrats per Paul Niehans, el més important el 1954 quan Pius estava greument malalt, fins i tot amb injeccions de teixits pulveritzats de xai.  Els efectes secundaris del tractament van incloure al·lucinacions, de les quals va patir el Papa en els seus últims anys. "Aquests anys també van estar plagats d'horribles malsons. Els crits de Pacelli es podien sentir per tots els apartaments papals."
Pius XII va elevar sovint els joves sacerdots com a bisbes, com ara Julius Döpfner (35 anys) i Karol Wojtyła (posteriorment el Papa Joan Pau II, 38 anys), un dels seus últims nomenats el 1958. Va prendre una posició ferma contra els experiments pastorals, com ara "sacerdots-obrers", que treballaven a temps complet a les fàbriques i s'afiliaven a partits polítics i sindicats, en un clar exemple de l'odi i el temor vers el comunisme.
Al Vaticà florí una atmòsfera de sospita i denuncia del món modern, alimentada per un segle de retòrica i condemna del modernisme. Sota les pressions de monsenyor Ottaviani i del cardenal Ruffini, el papa arribà a considerar la convocatòria d'un concili ecumènic per denunciar els errors de la modernitat, defensant la tradició teològica del tomisme com a digna d'una reforma contínua i superior a les tendències modernes com la fenomenologia o l'existencialisme i el poligenisme, i on es definís la doctrina de l'Assumpció de la Mare de Déu al Cel en cos i ànima.

### Malaltia i mort

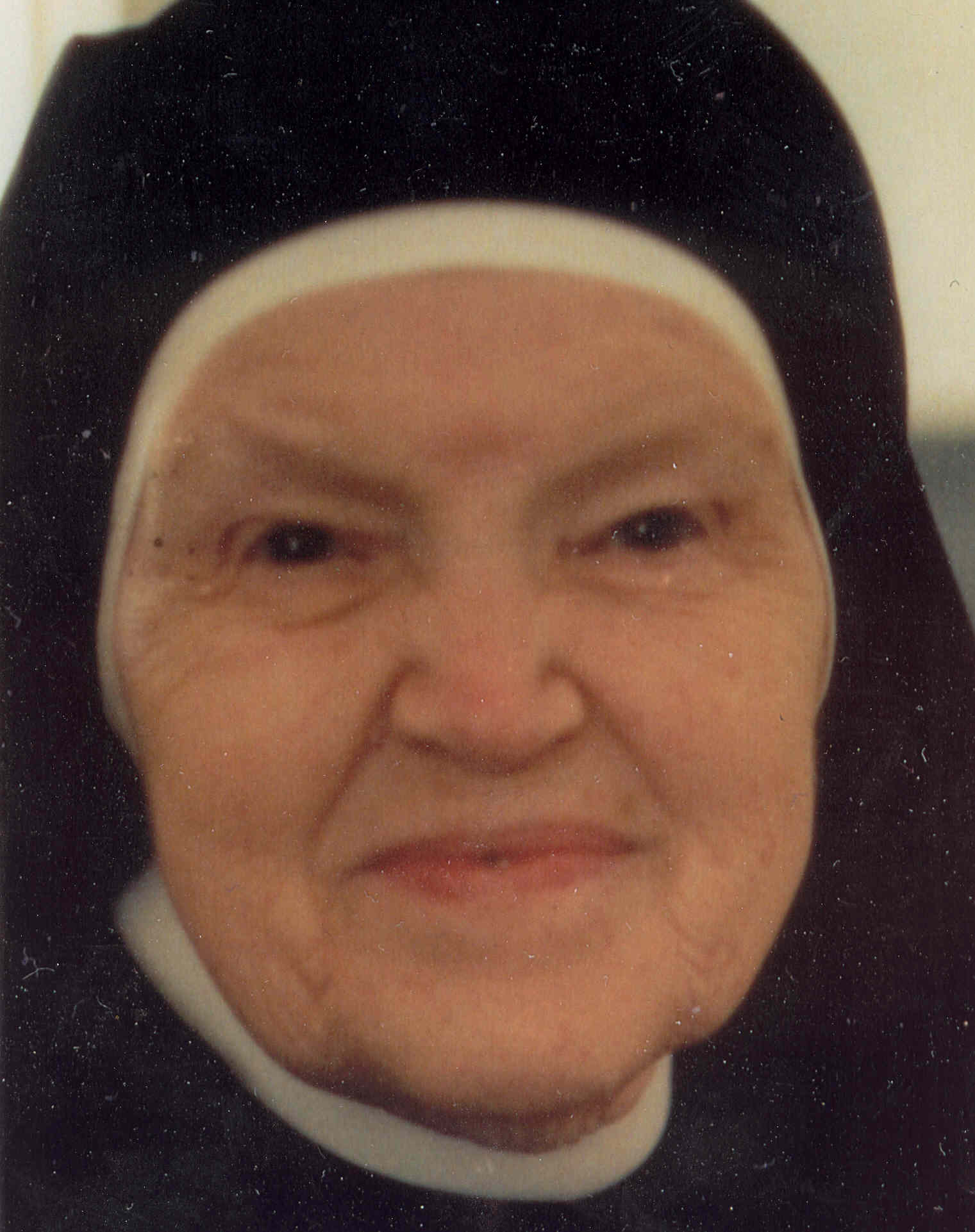
La mare Pascalina Lehnert, mestressa i confident de Pius XII durant 41 anys, fins a la seva mort

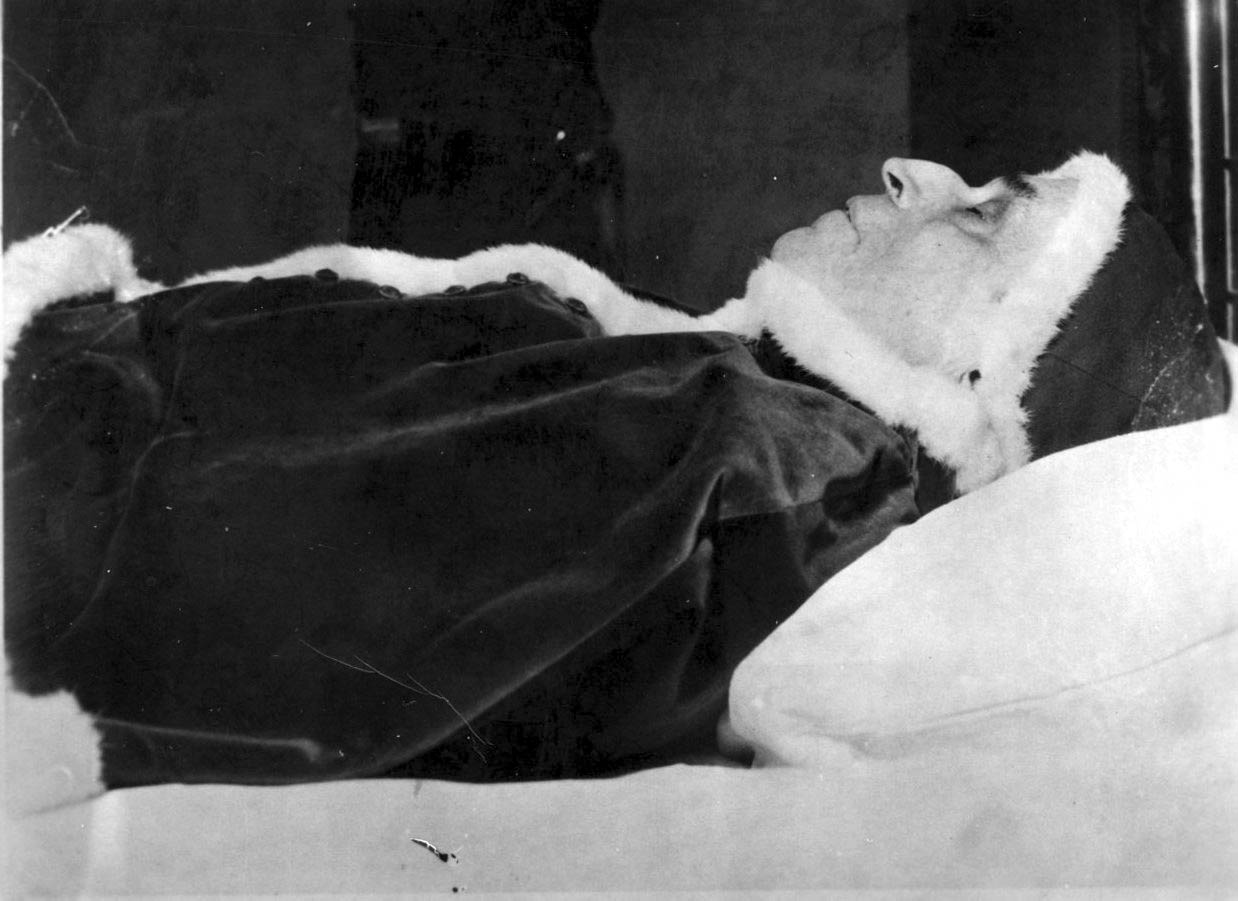
Fotografia de Pius XII al seu llit de mort a Castel Gandolfo, feta el 10 d'octubre de 1958.

La seva salut, que sempre li havia provocar angoixa, es va malmetre molt de presssa. Un remei de curanders destinat a impedir que se li afeblissin les genives li van tenyir i endurir el paladar i l'esòfag fins a dotar-los de la textura i la duresa del cuir, i després tingué un sanglot permanent i incontrolable. El Papa va seguir cultivant el seu paper d'oracle del Vaticà, amb una mitjana de sermó o discurs diari Vivia envoltat d'enciclopèdies i monografies que estudiava cercant nous temes sobre els que pronunciar-se De vegades responia preguntes morals concretes, que li anaven dirigides. A les associacions professionals va explicar l'ètica laboral específica a la llum dels ensenyaments de l'Església. Robert Leiber l'ajudava ocasionalment amb els seus discursos i publicacions. El cardenal Augustin Bea va ser el seu confessor personal. Sor Pascalina va ser durant quaranta anys la seva "mestre de casa, musa i companya de tota la vida".
El dilluns 6 d'octubre de 1958, cap a les 8:30 CET (7:30 GMT), va patir un ictus, que el va debilitar molt, a més de les seves altres malalties, després d'haver-se emmalaltit el dia anterior després d'una sèrie de reunions. Va rebre els Darrers ritus. No obstant això, el seu estat va millorar adequadament fins al 8 d'octubre quan va patir un segon ictus. A mitja tarda, els seus metges havien informat que Pius XII patia un col·lapse cardiopulmonar greu i a les 15:00 CET (14:00 GMT) creien que la seva mort era imminent. Just abans de la posta de sol, Pius XII va contreure pneumònia i els metges es van traslladar immediatament per portar oxigen i plasma sanguini. Les seves últimes paraules van ser: "Pregueu. Pregueu perquè aquesta situació lamentable per a l'Església s'acabi". Quan Pius XII va ser enterrat, van ser enterrats amb ell el petit crucifix i el rosari que tenia a les mans en morir.
L'últim dia complet de la seva vida, la seva temperatura va augmentar constantment i la seva respiració es va fer difícil. A les 3:52 CET (2:52 GMT) del dijous 9 d'octubre, festa de Sant Dionís de París, va somriure, va abaixar el cap i va morir. La causa de la mort es va registrar com a insuficiència cardíaca aguda . Domenico Tardini va resar el Magnificat Anima mea dominum, la lloança de la Mare de Déu al Senyor, en llatí. El seu metge Gaspanini va dir després: "El Sant Pare no va morir per cap malaltia concreta. Estava completament esgotat. Estava excés de treball més enllà del límit. El seu cor estava sa, els seus pulmons estaven bons. Hagués pogut viure 20 anys més, si s'hagués estalviat." Espanya va declarar deu dies de dol; ; Itàlia va declarar tres dies de dol i el tancament d'oficines i escoles en senyal de respecte; Cuba  va declarar tres dies de dol.
El testament del papa Pius XII es va publicar el mes de la seva mort.

### Embalsamament fallit

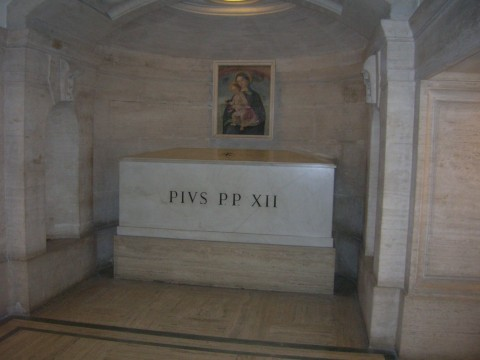
El papa de Maria: Una Verge amb el nen, afegit per Joan Pau II l'any 1982, penja sobre la tomba de Pius XII

El metge de Pius XII, Riccardo Galeazzi-Lisi , va informar que el cos del pontífex va ser embalsamat a la sala on va morir mitjançant un nou procés inventat per Oreste Nuzzi.
El papa Pius XII no volia que els òrgans vitals s'extreguessin del seu cos, exigint en canvi que es mantingués en les mateixes condicions "en què Déu el va crear". Segons Galeazzi-Lisi, aquesta va ser la raó per la qual ell i Nuzzi, un embalsamador de Nàpols , van utilitzar un enfocament atípic amb el procediment d'embalsamament. En una polèmica roda de premsa, Galeazzi-Lisi va descriure amb gran detall l'embalsamament del cos del difunt pontífex. Va afirmar haver utilitzat el mateix sistema d'olis i resines amb què es va conservar el cos de Jesucrist.
Galeazzi-Lisi va assegurar que el nou procés "preservaria el cos indefinidament en el seu estat natural". No obstant això, qualsevol possibilitat que tingués el nou procés d'embalsamament de preservar eficaçment el cos va ser obliterada per la calor intensa a Castel Gandolfo durant el procés d'embalsamament. Com a resultat, el cos es va descompondre ràpidament i es va haver d'interrompre bruscament la visualització dels fidels.
Galeazzi-Lisi va informar que la calor a les sales, on es trobava el cos del difunt Papa, va provocar reaccions químiques que van obligar a ser tractades dues vegades després de la preparació original. Es va informar que els guàrdies suïssos estacionats al voltant del cos de Pius XII es van emmalaltir durant la seva vetlla.

### Funeral
La seva processó fúnebre a Roma va ser la congregació més gran de romans des d'aquella data. Els romans van plorar el "seu" papa, que va néixer a la seva pròpia ciutat, sobretot com un heroi en temps de guerra. El cardenal Angelo Giuseppe Roncalli (posteriorment el papa Joan XXIII ) va escriure al seu diari el dissabte 11 d'octubre de 1958 que probablement cap emperador romà havia gaudit d'un triomf semblant, que considerava com un reflex de la majestat espiritual i la dignitat religiosa de el difunt Pius XII.

## Causa de canonització

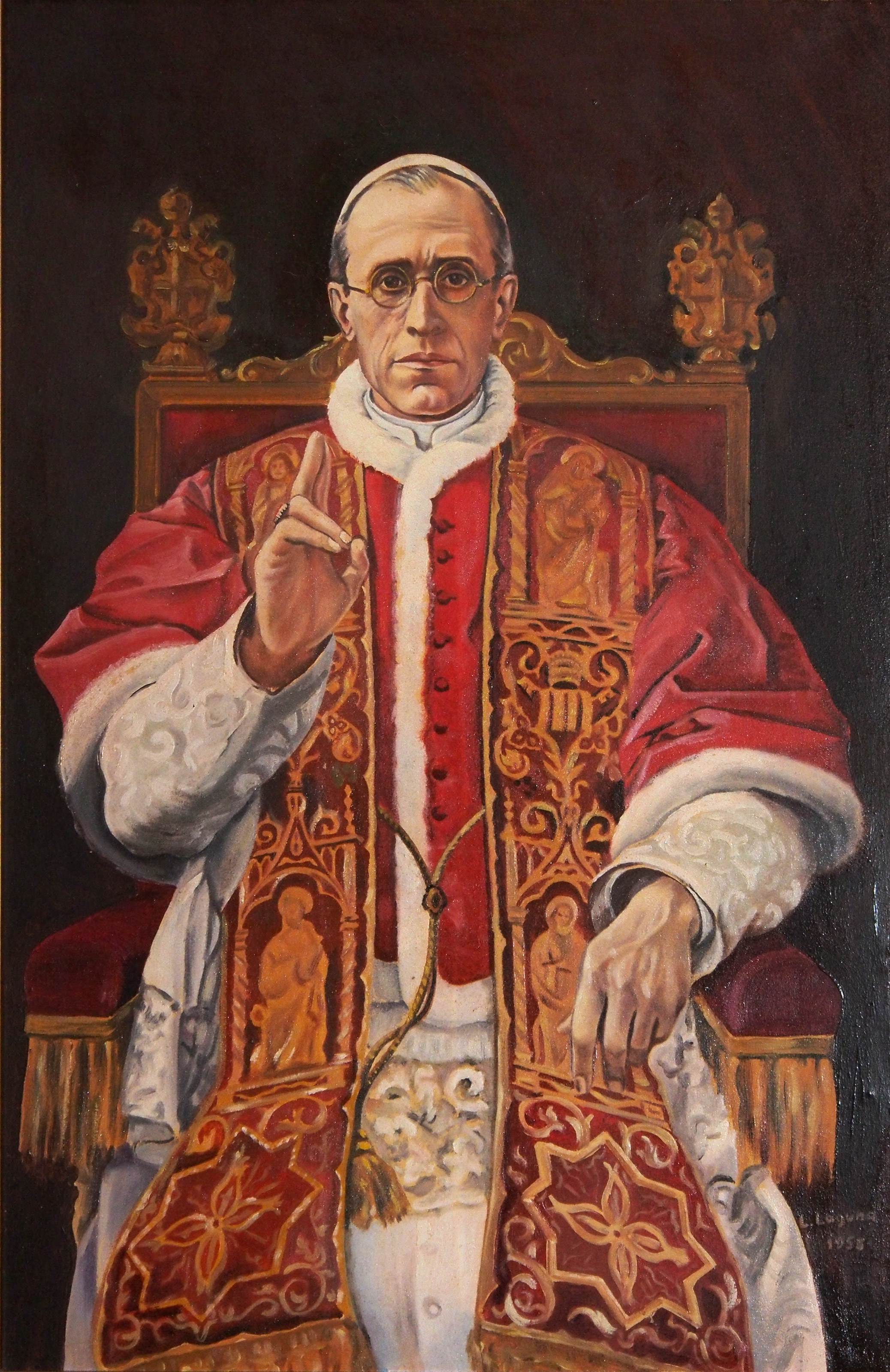
Retrat commemoratiu de Pius XII, 1958

La causa de canonització del papa Pius XII va ser oberta el 18 de novembre de 1965 pel papa Pau VI durant la sessió final del Concili Vaticà II. El maig de 2007, la congregació va recomanar que Pius XII fos declarat Venerable. El papa Benet XVI ho va fer el 19 de desembre de 2009, fent simultàniament la mateixa declaració respecte al papa Joan Pau II.
Per a la condició de Venerable, la Congregació per a les Causes dels Sants certifica les "virtuts heroiques" del candidat. Fent Pius XII com a Venerable va rebre diverses respostes, la majoria centrades en les paraules i accions papals durant la Segona Guerra Mundial. La signatura de Benet XVI sobre el decret de la virtut heroica va ser considerada per alguns com un error de relacions públiques, tot i que l'acceptació de Pius XII com a salvador dels jueus d'Europa és considerada com una "prova de fidelitat a l'Església, al Papa i a la Tradició" pels grups catòlics neoconservadors. D'altra banda, el rabí Marvin Hier, fundador i degà del Centre Simon Wiesenthal va dir que "hi hauria una gran distorsió de la història" si Pius XII fos canonitzat. El rabí Jeremy Lawrence, el cap de la Gran Sinagoga de Sydney, va dir: "Com es pot venerar un home que... semblava donar el seu permís passiu als nazis com els jueus eren empresonats davant de la seva porta a Roma?"
L'1 d'agost de 2013, una "font anònima que treballa per a la Congregació per a les Causes dels Sants " va dir que el papa Francesc està considerant la canonització sense miracle, "us[ant] la fórmula de la scientia certa"".
El papa Francesc també va anunciar el gener de 2014 la seva intenció d'obrir l'Arxiu Secret del Vaticà als estudiosos perquè es pugui determinar una avaluació del paper del difunt pontífex en la guerra abans de la canonització. Això ha estat rebut amb elogis per la comunitat jueva. No obstant això, es va dir que es podria tardar fins a un any a reunir tots els documents i després analitzar-los.
El 26 de maig de 2014, de tornada de Terra Santa a la Ciutat del Vaticà, el papa Francesc va declarar que el difunt Papa no seria beatificat perquè la causa s'havia estancat. El papa Francesc va afirmar que va comprovar el progrés de la causa per Pius XII i va dir que no hi havia miracles atribuïts a la seva intercessió, que era el principal motiu pel qual la causa s'havia aturat.
El pare Peter Gumpel va declarar, en un documental del 12 de gener de 2016 sobre el difunt Papa, que hi havia consulta als Arxius Secrets del Vaticà que es feien en secret; en definitiva vol dir que no hi ha polèmiques al voltant del difunt pontífex que puguin impedir la possible beatificació. En aquest mateix documental, el vicepostulador de la causa Marc Lindeijer afirmava que cada any s'informa a la postulació de diversos miracles atribuïts al difunt papa però que els individus relacionats amb les curacions no es presenten a promulgar actes d'investigació diocesà. Lindeijer va explicar que aquest va ser el motiu pel qual la causa s'ha estancat en el passat, ja que cap s'ha presentat per ajudar la postulació en les seves investigacions.

### Potencial miracle
Els informes del 2014 indiquen un potencial miracle dels Estats Units atribuït a la intercessió del difunt papa que es va informar a la postulació. El miracle pertany a un home plagat d'una grip severa i una pneumònia que podria haver demostrat ser mortal; es deia que l'individu havia estat guarit íntegrament després d'una novena a Pius XII.

## Mirades, interpretacions i estudis

### Contemporània
Durant la guerra, Time va acreditar a Pius XII i a l'Església Catòlica per "combatre el totalitarisme amb més coneixement, devoció i autoritat, i durant més temps, que qualsevol altre poder organitzat". Durant la guerra també va ser elogiat editorialment pel New York Times per oposar-se a l'antisemitisme i l'agressió nazi. Segons Paul O'Shea, "Els nazis van demonitzar el Papa com l'agent dels jueus internacionals; els nord-americans i els britànics estaven contínuament frustrats perquè no condemnaria l'agressió nazi; i els russos el van acusar de ser un agent del feixisme i els nazis."
El 21 de setembre de 1945, el secretari general del Congrés Mundial Jueu, Aryeh Leon Kubowitzki, va presentar una quantitat de diners al Papa, "en reconeixement de la tasca de la Santa Seu en el rescat dels jueus de les persecucions feixistes i nazis." Després de la guerra, a la tardor de 1945, Harry Greenstein de Baltimore , un amic íntim del gran rabí Herzog de Jerusalem , va dir a Pius XII com estaven agraïts els jueus per tot el que havia fet per ells. "El meu únic lament", va respondre el Papa, "és no haver pogut salvar un nombre més gran de jueus".
Pius XII també va ser criticat en vida. Léon Poliakov va escriure l'any 1950 que Pius XII havia estat un partidari tàcit de les lleis antisemites de la França de Vichy, titllant-lo de "menys directe" que el papa Pius XI, ja sigui per "germanofília" o per l'esperança que Hitler derrotés la Rússia comunista.
Després de la mort de Pius XII, el 9 d'octubre de 1958, moltes organitzacions i diaris jueus d'arreu del món van rendir homenatge al seu llegat. A les Nacions Unides, Golda Meïr, la ministra d'Afers Exteriors d'Israel, va dir: "Quan el martiri temible va arribar al nostre poble durant la dècada del terror nazi, la veu del Papa es va alçar per a les víctimes. La vida dels nostres temps es va enriquir amb una veu. parlant de les grans veritats morals per sobre del tumult del conflicte diari."" The Jewish Chronicle" (Londres) deia el 10 d'octubre: "Els adeptes de tots els credos i partits recordaran com Pius XII va afrontar amb coratge i devoció les responsabilitats del seu exaltat càrrec. Abans, durant i després de la Segona Guerra Mundial, va predicar constantment el missatge de la pau davant les monstruoses crueltats del nazisme, el feixisme i el comunisme, va proclamar repetidament les virtuts de la humanitat i la compassió." A la Canadian Jewish Chronicle (17 d'octubre), el rabí J. Stern afirmava que Pius XII "va fer possible que milers de víctimes jueves del nazisme i el feixisme fossin amagats..." A l'edició del 6 de novembre de The Jewish Post & News a Winnipeg , William Zukerman, l'antic columnista de "The American Hebrew", va escriure que cap altre líder "va fer més per ajudar els jueus en la seva hora de major tragèdia, durant l'ocupació nazi d'Europa, que el difunt Papa". Altres figures jueves destacades, com el primer ministre israelià Moshe Sharett i el rabí en cap Isaac Herzog van expressar el seu agraïment públic a Pius XII.

### Primers relats històrics
Algunes obres primerenques es van fer ressò dels sentiments favorables del període de guerra, com ara Pius XII de l'historiador polonès Oskar Halecki a Eugenio Pacelli: Papa de la pau (1954) i el Retrat de Pius XII de Nazareno Padellaro (1949).
Pinchas Lapide, un teòleg jueu i diplomàtic israelià a Milà als anys seixanta, va estimar de manera controvertida a Tres papes i els jueus que Pius "va ser fonamental per salvar almenys 700.000, però probablement fins a 860.000 jueus de la mort segura a mans dels nazis". Alguns historiadors han posat en dubte aquest nombre  sovint citat, al qual Lapide va arribar "deduint totes les reclamacions raonables de rescat" dels no catòlics del nombre total de jueus europeus que van sobreviure a l'Holocaust. Un erudit catòlic, Kevin J. Madigan , ha interpretat aquest i altres elogis de destacats líders jueus, inclòs el ofert per Golda Meïr , com un intent menys que sincer, d'aconseguir el reconeixement del Vaticà de l'Estat d'Israel.

### El Vicari

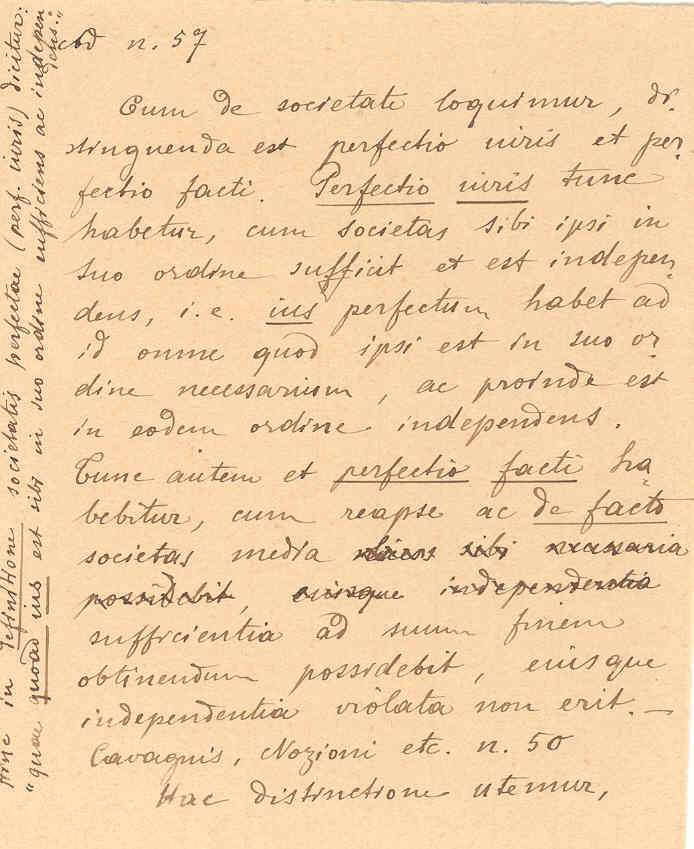
Una rara mostra d'escriptura a mà de 1899 d'Eugenio Pacelli amb text en llatí

El 1963, el controvertit drama de Rolf Hochhuth Der Stellvertreter. Ein christliches Trauerspiel ("El Vicari, una tragèdia cristiana", estrenada en anglès el 1964) va retratar el papa Pius XII com un hipòcrita que va guardar silenci sobre l'Holocaust. L'Encyclopædia Britannica descriu l'obra com a manca de "fondament creïble". Llibres com A Question of Judgment de Joseph Lichten (1963), escrit en resposta a El Vicari, defensaven les accions de Pius XII durant la guerra. Lichten va titllar qualsevol crítica a les accions del Papa durant la Segona Guerra Mundial com "una paradoxa estupefacta" i va dir: "ningú que llegeixi el registre de les accions de Pius XII en nom dels jueus no pot subscriure l'acusació de Hochhuth". Treballs acadèmics crítics com el polèmic The Catholic Church and Nazi Germany (1964) de Guenter Lewy també van seguir la publicació de El Vicari. La conclusió de Lewy va ser que "el Papa i els seus assessors —influïts per la llarga tradició d'antisemitisme moderat tan àmpliament acceptat als cercles vaticans— no van veure la situació dels jueus amb un autèntic sentit d'urgència i indignació moral. Per aquesta afirmació no la documentació és possible, però és una conclusió difícil d'evitar". 
L'any 2002 l'obra va ser adaptada a la pel·lícula Amen.. Un article a "La Civilità Cattolica" del març de 2009 indicava que les acusacions que l'obra de Hochhuth va donar a conèixer àmpliament no es van originar entre els jueus sinó al bloc comunista. Va ser a la Ràdio de Moscou, el 2 de juny de 1945, que es va presentar la primera acusació directament contra Pius XII de negar-se a pronunciar-se contra els extermini als camps de concentració nazis. També va ser el primer mitjà que l'anomenava "el papa d'Hitler".
L'antic general de Seguretat d'alt rang Ion Mihai Pacepa va al·legar el 2007 que l'obra de Hochhuth i nombroses publicacions que atacaven Pius XII com a simpatitzant nazi eren invencions que formaven part d'una campanya de desinformació del KGB i dels serveis secrets del bloc oriental, anomenada Seat 12, per desacreditar l'autoritat moral de l'Església i el cristianisme a occident. Pacepa va indicar que estava involucrat en contactar amb agents del bloc oriental propers al Vaticà per tal de fabricar la història que s'utilitzaria per a l'atac contra el papa en temps de guerra.

### "Actes "
Arran de la polèmica al voltant de El Vicari, el 1964, el papa Pau VI va autoritzar els estudiosos jesuïtes a accedir als arxius de la Secretaria d'Estat del Vaticà, que normalment no s'obren durant setanta-cinc anys. Els documents originals en francès i italià, "Actes et documents du Saint Siège relatifs à la Seconde Guerre Mondiale", es van publicar en onze volums entre 1965 i 1981. Pierre Blet també va publicar un resum dels onze volums.

### El papa de HitleriEl mite del papa de Hitler
El 1999, El papa de Hitler de l'autor britànic John Cornwell va criticar Pius XII per les seves accions i inaccions durant l'Holocaust. Cornwell va argumentar que Pius XII va subordinar l'oposició als nazis al seu objectiu d'augmentar i centralitzar el poder del papat. A més, Cornwell va acusar Pius XII d'antisemitisme. L'Encyclopædia Britannica va descriure la representació de Pius XII de Cornwell com a antisemita com a mancada de "fondament creïble". Kenneth L. Woodward va afirmar en la seva ressenya a Newsweek que "els errors de fet i la ignorància del context apareixen a gairebé totes les pàgines". Paul O'Shea va resumir el treball dient que era "decebedor a causa de les seves moltes inexactituds, l'ús selectiu de les fonts i les afirmacions que no suporten cap escrutini. No obstant això, [Cornwell] ha prestat un servei insistint que Pacelli es remet -examinat a fons i col·locat amb fermesa en el context del seu temps". Cinc anys després de la publicació de El Papa de Hitler, Cornwell va declarar: "Ara argumentaria, a la llum dels debats i les proves posteriors al Papa de Hitler, que Pius XII tenia tan poc marge d'acció que és impossible jutjar els motius pel seu silenci durant la guerra, mentre Roma estava sota el taló de Mussolini i posteriorment ocupada per Alemanya".
L'obra de Cornwell va ser la primera a tenir accés als testimonis del procés de beatificació de Pius XII , així com a molts documents de la nunciatura de Pacelli que acabaven d'obrir sota el govern dels 75 anys pels arxius de la Secretaria d'Estat del Vaticà. Sota la seva pròpia finestra: el Vaticà i l'Holocaust a Itàlia (2000) de Susan Zuccotti i L'Església Catòlica i l'Holocaust, 1930–1965 (2000) de Michael Phayer i Pius XII, l'Holocaust i la Guerra Freda (2008) va proporcionar una anàlisi més crítica, encara que més erudita, del llegat de Pius. Un càlcul moral de Daniel Goldhagen i El Papa contra els jueus de David Kertzer van denunciar Pius, mentre que Ralph McInery i José Sanchez van escriure valoracions menys crítiques del pontificat de Pius XII.
Com a resposta específica a les crítiques de Cornwell, el rabí i historiador nord-americà David Dalin  va publicar El mite del Papa de Hitler: com el Papa Pius XII rescatà jueus dels nazis el 2005. Va reafirmar els relats anteriors de Pius que havia estat un salvador de milers de jueus d'Europa. En una ressenya del llibre, un altre erudit jueu —el biògraf de Churchill, Martin Gilbert— va escriure que l'obra de Dalin era "una contribució essencial per a la nostra comprensió de la realitat del suport del papa Pius XII als jueus en el seu moment de major perill. Tant de bo, el seu relat substitueixi la versió perjudicialment perjudicial de la negligència papal, i fins i tot la col·laboració, que ha mantingut el camp durant massa temps". El llibre de Dalin també argumentava que Cornwell i altres eren catòlics liberals i excatòlics que "exploten la tragèdia del poble jueu durant l'Holocaust per fomentar la seva pròpia agenda política d'imposar canvis a l'Església catòlica d'avui" i que Pius XII era responsable de salvar la vida de molts milers de jueus.
Alguns altres erudits van respondre amb relats favorables de Pius XII, com ara  El vostre és un testimoni preciós: Memòries dels jueus i catòlics a la Itàlia en temps de guerra (1997), de Margherita Marchdeione, Pius XII: Arquitecte per la Pau (2000) i Consens i Controvèrsia: Defensant el papa Pius XII (2002); Pius XII i la Segona Guerra Mundial, segons els arxius del Vaticà  de Pierre Blet (1999); i Hitler, la guerra i el Papa de Ronald J. Rychlak (2000). L'historiador eclesiàstic William Doino (autor de La guerra de Pius: respostes als crítics de Pius XII), va concloure que Pius " no va callar enfàticament". Altres obres importants que desafien la caracterització negativa del llegat de Pius van ser escrites per Eamon Duffy, Clifford Longley, el cardenal Thomas Winning, Michael Burleigh, Paul Johnson i Denis Mack Smith.
En el seu llibre de 2003 Un càlcul moral, Daniel Goldhagen va afirmar que Pius XII "va optar una vegada i una altra per no esmentar els jueus públicament.... [En] declaracions públiques de Pius XII ... qualsevol menció dels jueus és visiblement absent". En una ressenya del llibre de Goldhagen, Mark Riebling contesta que Pius va utilitzar la paraula "jueu" a la seva primera encíclica, Summi Pontificatus, publicada el 20 d'octubre de 1939. "Allà Pius va insistir que tots els éssers humans fossin tractats amb caritat, perquè, com havia escrit Pau als Colossencs , als ulls de Déu "no hi ha ni gentil ni jueu", el Papa va afirmar que els jueus eren membres de ple dret de la comunitat humana, que és el criteri de Goldhagen per establir la "dissidència del credo antisemita."
A Pius XII, el gos de Hitler, el periodista catòlic Gerard Noel va rebutjar les acusacions que Pius era "antisemita" o "pronazi", però l'acusava de "silenci" basat en la por de les represàlies i va escriure que "Hitler va interpretar el Papa amb una experiència consumada". Ian Kershaw va arribar a una conclusió similar sobre els motius de Pius. Va suggerir que, a més d'intentar protegir la seva pròpia església i els seus feligresos, Pius temia que empitjorar la situació dels jueus, encara que difícilment hauria pogut empitjorar-ho després de 1942. Kershaw va qualificar el missatge de Nadal de 1942 "una oportunitat perduda", i afegeix: "Havent decidit referir-se al genocidi, Pius hauria d'haver seguit amb una condemna forta, clara i inequívoca". Tanmateix, dubtava que la condemna del Papa hagués portat a que l'Alemanya nazi canviés de rumb.
A Nazis a la fuga de Gerald Steinacher van acusar Pius de fer els ulls grossos a les activitats dels sacerdots del Vaticà que assistien a la "desnazificació mitjançant la conversió", que va dir que va ajudar els anticomunistes exnazis a escapar de la justícia.
Una parella jueva de Berlín, el senyor i la senyora Wolfsson, van argumentar en defensa del papa: "Cap de nosaltres volia que el Papa prengués una posició oberta. Tots érem fugitius, i els fugitius no volen que se'ls assenyalin. La Gestapo ho faria . Si el Papa hagués protestat, s'hauria convertit en el centre de l'atenció. Era millor que el Papa no digués res en aquell moment, i aquesta és la nostra convicció avui". Hi va haver exemples en què la reacció de l'Església Catòlica a la brutalitat nazi només va intensificar les persecucions de les SS tant als jueus com a l'Església.

### Comissió Històrica Internacional Catòlica-Jueva
El 1999, en un intent d'abordar part d'aquesta controvèrsia, la Comissió Històrica Internacional Catòlica-Jueva (Comissió Històrica), un grup de tres erudits catòlics i tres jueus, va ser nomenat, respectivament, per la Comissió de Relacions Religioses de la Santa Seu amb els jueus (Comissió de la Santa Seu) i el Comitè Internacional Jueu per a les Consultes Intereligioses (IJCIC), als quals es va emetre un informe preliminar l'octubre de 2000.
La Comissió no va descobrir cap document, però va tenir la tasca acordada de revisar els volums del Vaticà existents, que conformen els Actes et Documents du Saint Siège  (ADSS)"  La comissió es va dividir internament sobre la qüestió de l'accés a documents de la Santa Seu, accés als mitjans de comunicació per part dels membres individuals de la comissió i qüestions que es plantejaran en l'informe preliminar. Es va acordar incloure les 47 preguntes individuals dels sis membres i utilitzar-les com a Informe Preliminar. A més de les 47 preguntes, la comissió no va emetre conclusions pròpies. Afirmava que no era la seva tasca jutjar el Papa i els seus assessors, sinó contribuir a una comprensió més matisada del papat durant l'Holocaust.
Les 47 preguntes dels sis estudiosos es van agrupar en tres parts: 
(a) 27 preguntes específiques sobre documents existents, principalment demanant antecedents i informació addicional, com ara esborranys de l'encíclica "Mit brennender Sorge", que va ser escrita en gran part per Eugenio Pacelli.
(b) Catorze preguntes tractaven sobre temes de volums individuals, com la qüestió de com veia Pius el paper de l'Església durant la guerra.
(c) Sis qüestions generals, com l'absència de sentiments anticomunistes als documents. El desacord entre els membres sobre documents addicionals tancats sota la regla dels 70 anys de la Santa Seu va donar lloc a la cessació de la comissió l'any 2001 en termes amistosos.
Insatisfet amb les troballes, Michael Marrus, un dels tres membres jueus de la comissió, va dir que la comissió "va topar contra una paret de maons... Hauria estat molt útil haver comptat amb el suport de la Santa Seu en aquest tema"
Peter Stanford, periodista i escriptor catòlic, va escriure sobre Silenci fatal: el Papa, la Resistència i l'ocupació alemanya de Roma the German Occupation of Rome (escrit per Robert Katz; Weidenfeld i Nicolson, 2003): 
| « | [El Vaticà] encara es nega a obrir tots els seus fitxers de l'època, cosa que em sembla una admissió conclusiva de culpabilitat, però Katz ha tret diversos papers de l'adreça comercial de Déu a la terra per afegir-hi l'emmagatzematge de nova informació que té. descobert a Amèrica als arxius de l'Oficina de Serveis Estratègics. D'això ens assabentem que, tot i que els defensors de Pius encara diuen que va pagar un rescat d'or en un esforç inútil per salvar els jueus de Roma del transport als camps d'extermini, el màxim que va fer va ser indicar la voluntat de participar si els jueus no podien aixecar el suma exigida. També demostra que cap jueu individual es va salvar, com s'afirma sovint, després que Pius intervingués personalment amb els nazis. A més, Katz revela que els que van escapar de la redacció nazi i van trobar santuari als edificis de l'Església de Roma ho van fer davant l'oposició explícita del Vaticà. Els veritables herois i heroïnes van ser els sacerdots i les monges que es van negar a inclinar-se davant els funcionaris de Pius i lliurar la gent desesperada que amagaven. El principal problema d'escriure sobre l'època de guerra de Pius és que, en efecte, no va fer res. Davant dels assassinats de sis milions de persones, va romandre en silenci. Com que els jueus van ser allunyats del gueto que hi havia al costat de Sant Pere, potser s'hagués agonitzat, però no va intervenir. Quan va aixecar la veu amb els ocupants alemanys, va ser o bé per assegurar-se que l'estat de la Ciutat del Vaticà no es veuria compromès —és a dir, ell estaria segur— o per emfatitzar la seva pròpia neutralitat en un conflicte que, per a molts, es va convertir en una batalla entre el bé i el mal. La seva esperança poc realista era que l'Església catòlica pogués emergir com a pacificador a tot Europa. En canvi, tant el lideratge nord-americà com el britànic, com mostra Katz, consideraven el papat contaminat per la seva associació amb el nazisme i irrellevant en la remodelació del continent després de 1945. Tots dos havien instat a Pius a parlar contra l'Holocaust i, per tant, van treure les seves pròpies conclusions sobre ell. Lluny de ser un sant, doncs, en el millor dels casos era un ximple, potser un antisemita i probablement un covard. | » |

El llibre de Katz també parla de com la visió del Papa sobre la resistència antinazi —com a presagi del comunisme— va fer que optés per no intervenir en la massacre de les fosses Ardeatines.

## Evolucions recents
A L'Odessa autèntica: com Perón va portar els criminals de guerra nazis a l'Argentina (2002), el periodista argentí Uki Goñi va descriure com el govern argentí va tractar amb els criminals de guerra que van entrar a l'Argentina. No obstant això, durant la seva investigació, Goñi va ensopegar accidentalment amb documents del Ministeri d'Afers Exteriors britànic relacionats amb la participació del personal del Vaticà en el tràfic de criminals de guerra, les anomenades "ratlines" de postguerra. Goñi va saber que l'enviat britànic D'Arcy Osborne havia intervingut amb el papa Pius XII per posar fi a aquestes activitats il·legals. A més, va descobrir "que el Papa va suplicar en secret a Washington i Londres en nom de criminals notoris i col·laboradors nazis". L'Holocaust i la consciència catòlica: el cardenal Aloisius Muench i la qüestió de la culpa a Alemanya (2006) de Suzanne Brown-Fleming subratlla les troballes de Goñi. Brown-Fleming va declarar com Pius XII suposadament va intervenir en nom dels criminals de guerra alemanys (per exemple, Otto Ohlendorf). La font principal de Brown-Fleming va ser l'arxiu del representant del papa Pius XII a l'Alemanya de la postguerra, el cardenal Aloisius Joseph Muench.  Aleshores, Pius XII, l'Holocaust i la Guerra Freda (2008) de Phayer va utilitzar documents que es van publicar a través de l'ordre executiva de Bill Clinton de 1997 que desclassificava documents de temps de guerra i postguerra, molts dels quals es troben actualment als Arxius Nacionals dels Estats Units i al Museu Memorial de l'Holocaust. Aquests documents inclouen correspondència diplomàtica, espionatge nord-americà i desxifrat de comunicacions alemanyes. Els documents rellevants també han estat publicats pel govern argentí i el Ministeri d'Afers Exteriors britànic. Altres fonts d'informació estan disponibles, inclòs el diari del bisbe Joseph Patrick Hurley. Aquests documents revelen noves dades sobre les accions de Pius XII pel que fa al règim de l'Ústaixa, els genocidis a Polònia, les finances de l'Església en temps de guerra, la deportació dels jueus romans i les ratlines per als nazis i els feixistes que fugien d'Europa. Segons Phayer, «el rostre del papa Pius que veiem en aquests documents no és el mateix que veiem en els onze volums que el Vaticà va publicar de documents de la Segona Guerra Mundial, una col·lecció que, tot i que és valuosa, és tanmateix crític defectuosa per les seves moltes omissions".
El 19 de setembre de 2008, el papa Benet XVI va celebrar una recepció per als participants de la conferència durant la qual va elogiar Pius XII com a papa que va fer tot el possible per salvar els jueus durant la guerra. La Pontifícia Acadèmia de la Vida va celebrar una segona conferència del 6 al 8 de novembre de 2008.
El 9 d'octubre de 2008, en el 50è aniversari de la mort de Pius XII, Benet XVI va celebrar la missa pontifícia en memòria seva. Poc abans i després de la missa, la dialèctica va continuar entre la jerarquia jueva i el Vaticà mentre el rabí She'ar Yashuv Cohen de Haifa es va dirigir al Sínode dels Bisbes i va expressar la seva decepció pel "silenci" de Pius XII durant la guerra.
El 16 de juny de 2009, la "Pave the Way Foundation" va anunciar que publicaria 2.300 pàgines de documents a Avellino, Itàlia , que dataven de 1940 a 1945, que segons l'organització mostren que Pius XII "va treballar amb diligència per salvar els jueus de la tirania nazi"; el fundador de l'organització, Krupp, ha acusat els historiadors d'albergar "agendes privades" i haver "decepcionat" el públic. Les investigacions de la fundació van portar a la publicació del llibre El Papa Pius XII i la Segona Guerra Mundial: la veritat documentada, de Krupp; el llibre reprodueix 225 pàgines dels nous documents produïts per la recerca de la fundació.
Mark Riebling va argumentar al seu llibre Església d'espies de 2015 que Pius XII va estar involucrat en complots per enderrocar Hitler des de mitjans d'octubre de 1939 i estava preparat per mediar una pau entre els Aliats i l'Eix en cas d'un canvi de règim a Alemanya. El missatger entre el grup de resistència sota l'almirall Wilhelm Canaris i el Papa va ser l'advocat i polític catòlic bavarès Joseph Müller.

### Obertura dels Arxius Secrets del Vaticà
Amb motiu del 80è aniversari del nomenament de Pius XII com a bisbe de Roma, el papa Francesc va anunciar durant una audiència per al personal dels Arxiu Secret del Vaticà el 4 de març de 2019 que els materials d'arxiu vaticà relatius al pontificat de Pius XII seran accessibles per als estudiosos que comencen. el 2 de març de 2020. Si bé aquest anunci va ser benvingut pels investigadors, gran part s'ha vist enfosquit pel paper del papa Pius XII pel que fa a l'Holocaust. Tanmateix, la investigació arxivística d'aquest període hauria d'informar d'un canvi molt més ampli dins del cristianisme global, d'Europa al Sud global.
Els arxius del Vaticà han proporcionat molts milions de pàgines i s'espera que triguin molts anys a processar les troballes. Al maig de 2021, l'estudi de l'arxiu no ha estat concloent. El gener de 2022, l'historiador Michael F. Feldkamp va anunciar que havia descobert als arxius del Vaticà proves que Pius XII havia salvat personalment almenys 15.000 jueus de l'extermini, i que havia enviat un informe sobre l'Holocaust al govern nord-americà poc després de la Conferència de Wannsee, encara que no cregueren el papa.
El juny de 2022, David Kertzer, un dels primers historiadors que va analitzar els arxius, va publicar el seu llibre El Papa en guerra. Kertzer, amb el suport de milers de documents inèdits, va descobrir l'existència de negociacions secretes entre Hitler i Pius XII ja poques setmanes després del final del conclave, promogudes pel mateix Hitler amb la intenció de millorar les seves relacions amb el Vaticà. Per la seva banda, Pius XII va concentrar els seus esforços a protegir i millorar la situació de l'Església a Alemanya davant les polítiques anticatòliques dels nazis, tot i que no es va arribar a un acord.
El setembre de 2023, el "Corriere della Sera" va publicar una documentació recentment descoberta de l'Arxiu Secret del Vaticà que mostrava que un jesuïta alemany havia informat el Papa de l'Holocaust.
Els arxius també han demostrat que el papa Pius XII tenia coneixement dels crims de Marcial Maciel, inclosos l'abús sexual de seminaristes i l'abús de drogues, abans de prendre mesures. Pel que sembla, el Vaticà va saber dels crims del reverend Maciel durant 50 anys.

## Encícliques de Pius XII
- Summi Pontificatus (20 d'octubre de 1939), programa del seu pontificat.
- Sertum Laetitiae (1 de novembre de 1939), sobre el 150è aniversari de la jerarquia eclesiàstica als Estats Units d'Amèrica.
- Saeculo Exeunte Octavo (13 de juny de 1940), sobre l'activitat missionera portuguesa.
- Mystici Corporis Christi (29 de juny de 1943), sobre el cos místic de Jesucrist.
- Divino Afflante Spiritu (30 de setembre de 1943), sobre la manera adient de promoure els estudis bíblics.
- Orientalis Ecclesiae (9 d'abril de 1944), sobre el XV centenari de la mort de sant Ciril d'Alexandria.
- Communium Interpretes Dolorum (15 d'abril de 1945), pregàries públiques per a la pau entre els pobles.
- Orientales Omnes Ecclesias (23 de desembre de 1945), commemoració del 350è aniversari de la unió de l'església rutena a la Seu Apostòlica Romana.
- Quemadmodum (6 de gener de 1946), sobre l'assistència a la joventut indigent.
- Deiparae Virginis Mariae (1 de maig de 1946), proposta de definició del dogma dell'Assumpció de la Mare de Déu.
- Fulgens Radiatur (21 de març de 1947), commemoració del XIV centenari de la mort de sant Benet de Núrsia.
- Mediator Dei (20 de novembre de 1947), sobre la sagrada litúrgia.
- Optatissima Pax (18 de desembre de 1947), pregàries públiques per a la defensa de la pau.
- Auspicia Quaedam (1 de maig de 1948), pregàries del mes de maig, dirigides a la Mare de Déu, per a la concordia entre les nacions.
- In Multiplicibus Curis (24 d'octubre de 1948), pregàries públiques per a la pacificació de Palestina.
- Redemptoris Nostri Cruciatus (15 d'abril de 1949), sobre Terra Santa.
- Anni Sacri (12 de març de 1950), pregàries per a la renovació del cristianisme.
- Summi Maeroris (19 de juliol de 1950), noves pregàries per a la pau i la concòrdia entre els pobles.
- Humani Generis (22 d'agost de 1950), a propòsit de falses creences que amenacen la unitat de l'Església.
- Mirabile Illud (6 de desembre de 1950), noves pregàries per a la pau del món.
- Evangelii Praecones (2 de juny de 1951), sobre les missions.
- Sempiternus Rex Christus (8 de setembre de 1951), en el quinzè centenari del Concili Ecumènic de Calcedònia.
- Ingruentium Malorum (15 de setembre de 1951), recomanant resar el Rosari especialment el mes d'octubre.
- Orientales Ecclesias (15 de desembre de 1952), sobre les esglésies orientals.
- Doctor Mellifluus (24 de maig de 1953), en el VIII centenari de la mort de sant Bernat de Claravall.
- Fulgens Corona (8 de setembre de 1953), proclamant l'any marià.
- Sacra Virginitas (25 de març de 1954), sobre la virginitat en els instituts de perfecció femenins.
- Ecclesiae Fastos (5 de juny de 1954), en el XII centenari de la mort de Bonifaci de Fulda.
- Ad Sinarum Gentem (7 d'octubre 1954), exhortació a l'església catòlica xinesa.
- Ad Caeli Reginam (11 d'octubre de 1954) , proclamació de Maria Reina.
- Musicae Sacrae (25 de desembre de 1955) , sobre la música sacra.
- Haurietis Aquas (15 de maig de 1956) , sobre la devoció al Sagrat Cor.
- Luctuosissimi Eventus (28 d'octubre de 1956) , pregàries públiques per al poble d'Hongria després de la invasió soviètica d'aquell any.
- Laetamur Admodum (1 de novembre de 1956) , nova exhortació a la pau entre els pobles.
- Datis Nuperrime (5 de novembre de 1956) , condemna dels esdeveniments d'Hongria.
- Fidei Donum (21 d'abril de 1957), sobre les missions catòliques, especialment les d'Africa.
- Invicti Athletae Christi (16 de maig de 1957) , en el III centenari del martiri de sant Andreu Bobola.
- Le Pèlerinage de Lourdes (2 de juliol de 1957) , en el centenario de les aparicions de la Mare de Déu de Lorda.
- Miranda Prorsus (8 de setembre de 1957), sobre el cinema, la ràdio i la televisió.
- Ad Apostolorum Principis (29 de juny de 1958), exhortazioni i normes per a l'església de la Xina.
- Meminisse Iuvat (14 de juliol de 1958), sobre la novena de l'Assumpció.